# Rue Saint-Honoré
 (novembre 2015).
Si vous disposez d'ouvrages ou d'articles de référence ou si vous connaissez des sites web de qualité traitant du thème abordé ici, merci de compléter l'article en donnant les références utiles à sa vérifiabilité et en les liant à la section « Notes et références ».
Pour les articles homonymes, voir Saint-Honoré.
Ne doit pas être confondu avec Rue du Faubourg-Saint-Honoré.
La rue Saint-Honoré, située dans les 1er et 8e arrondissements de Paris, est l’une des plus longues voies de la capitale. Elle permet de joindre les Halles, à l’est, au quartier de la Madeleine, à l’ouest, en passant par les quartiers du Palais-Royal et de la Place-Vendôme.

## Situation et accès
Longue de 1 840 mètres, large de 20 mètres sur la plupart de son parcours, elle ne commence plus de nos jours, côté impair (sud) qu’au no 33, à l’intersection avec la rue des Bourdonnais, et côté nord qu’au no 40 à l’intersection avec la rue du Pont-Neuf. Elle se termine rue Royale, sur l'axe Madeleine-Concorde. Au-delà de la rue Royale, elle est prolongée vers le nord-ouest de la rive droite par la rue du Faubourg-Saint-Honoré, avec laquelle elle est parfois confondue.
Elle permet d'accéder à plusieurs sites culturels de renommée internationale (musée du Louvre, Comédie-Française, jardin du Palais-Royal), à des édifices publics où siègent trois des quatre plus hautes juridictions de la République française (Conseil constitutionnel, Conseil d'État, Cour des comptes), tout en étant bordée d'édifices religieux de moindre notoriété (Oratoire du Louvre, église Saint-Roch, église de l'Assomption).
Elle est desservie par le réseau ferré :
- en son début, à l'est, par les stations Châtelet, Les Halles, Châtelet - Les Halles des lignes du métro 1, 4, 7, 11 et 14, des RER A, B et D que l'on rejoint par la sortie "Saint-Honoré", Place Marguerite-de-Navarre.
- en son centre, par la station Palais Royal - Musée du Louvre des lignes du métro 1 et 7.
- à son extrémité ouest principalement par la station Concorde des lignes du métro 1, 8 et 12 que l'on rejoint par la rue Saint-Florentin, et aussi par les stations Madeleine et Opéra .

## Origine du nom

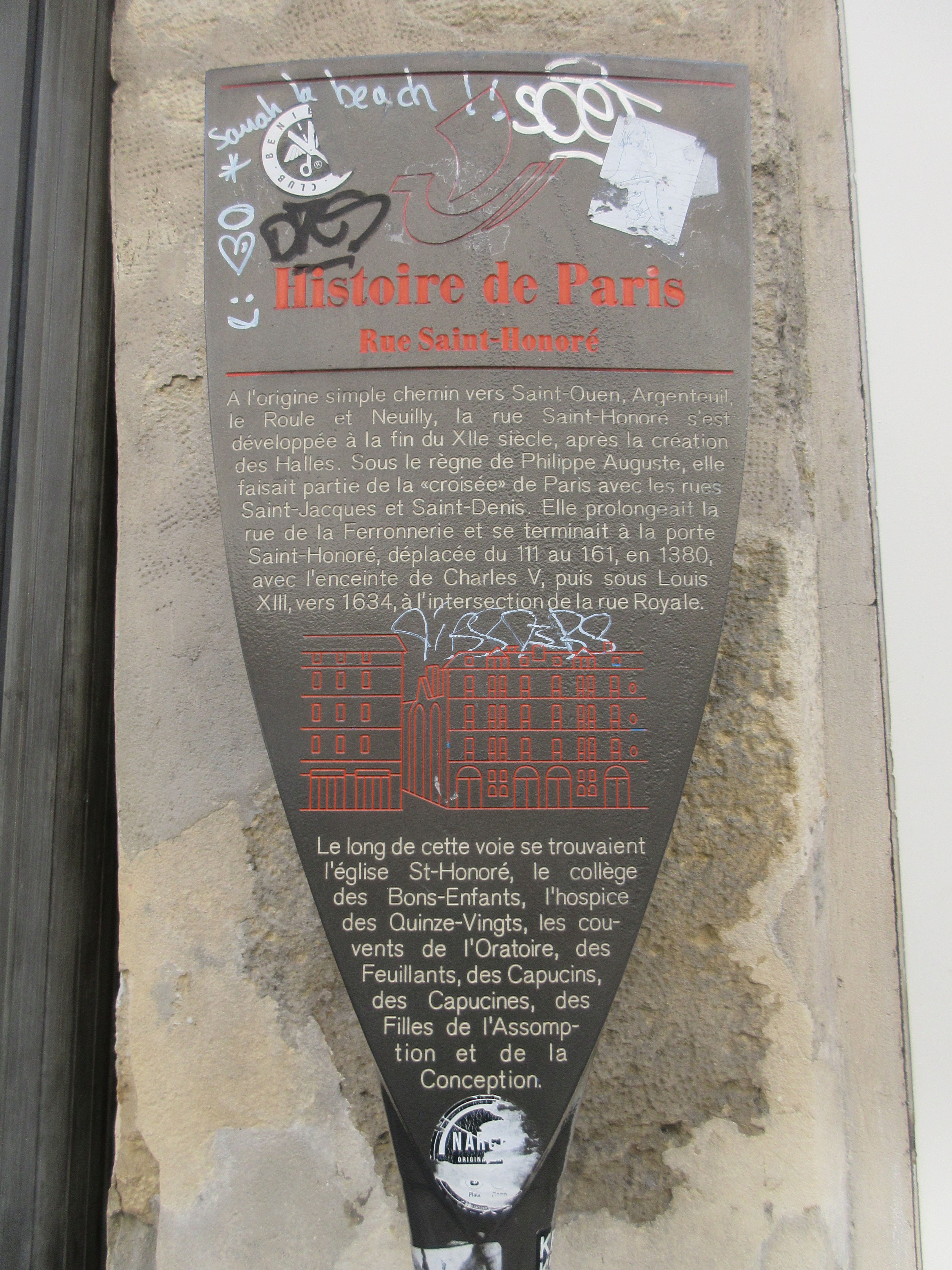
Panneau Histoire de Paris
« Rue Saint-Honoré ».

La rue doit son nom à la chapelle Saint-Honoré, érigée hors les murs en 1204 par les époux Cherey, boulangers qui font consacrer cette chapelle à saint Honoré d'Amiens, saint patron de leur profession, et la constituent dès l'origine en collégiale. Au cours des siècles, ce petit édifice religieux est progressivement entouré de plusieurs maisons destinées aux chanoines et à de simples particuliers, dont certains y tiennent commerce. L'ensemble ainsi bâti finit par former, avec ses circulations intérieures, le cloître Saint-Honoré, un enclos délimité par les rues Saint-Honoré au sud, des Bons-Enfants à l'ouest,  Croix-des-Petits-Champs à l'est, et, au début du XIXe siècle, par la rue Montesquieu au nord. 

En 1913, l'îlot Saint-Honoré, considéré comme insalubre, est entièrement démoli. Son terrain est alors acheté par les Grands Magasins du Louvre pour l'édification d'un vaste bâtiment destiné au stockage de ses réserves. L'immeuble réquisitionné en 1941 par le ministère des Finances est occupé depuis 1994 par la plupart des services du ministère de la Culture.

## Historique

### Constitution
La rue Saint-Honoré est une voie de Paris très ancienne, prolongement vers l'ouest d'un decumanus gallo-romain de Lutèce. À l’origine, la rue était un chemin qui allait à Saint-Ouen, Argenteuil et Neuilly. Elle s'est développée à la fin du XIIe siècle ; sous le règne de Philippe Auguste, elle faisait partie de la croisée avec la rue Saint-Denis et la rue Saint-Jacques. Elle prolongeait la rue de la Ferronnerie.
Cette voie est citée dans Le Dit des rues de Paris de Guillot de Paris sous la forme « rue Saint-Honouré ».
Elle est citée sous le nom de « Grand rue faulxbourg Saint Honnoré », dans un manuscrit de 1636.
Elle porta les noms suivants :
- de la rue Tirechappe (disparue) à la rue de l'Arbre-Sec : « rue du Chastiau Festu », 1300, ou « rue du Château Fêtu », en raison d'une maison nommée « Chastiau-Festu ».
Elle est citée dans Le Dit des rues de Paris, vers 1300, sous la forme « Chastiau Festu » ;
- de la rue de la Lingerie à la rue de la Tonnellerie : « rue de la Chausseterie », de 1300 au XVIIIe siècle. 
Cette partie est citée sous le nom de « rue de la Chausseterie » dans un manuscrit de 1636 ;
- de la rue de l'Arbre Sec à la deuxième porte Saint-Honoré, devenue par la suite rue du Rempart (disparue) : « rue de la Croix-du-Tirouer », « rue de la Croix-du-Tiroir », « rue du Traihoir » ou « rue du Traihouer », « rue du Trayoir » ou « rue du Trahoir », « rue du Triouer » ou « rue du Trioir » entre le XIIIe siècle et le XIVe siècle ; puis « rue de la Chaussée Saint-Honoré » à partir de 1450 ;
- entre la rue du Rempart et la rue Royale : « chemin de Clichy », 1204 ; « grand chemin Saint-Honoré », 1283 ; « chaussée Saint-Honoré », 1370 ; « grand chemin de la porte Saint-Honoré », 1392 ; « chemin Royal », 1393 ; « nouvelle rue Saint-Louis », 1407 ; « grand'rue Saint-Louis », 1421 ; « rue Neuve Saint-Louis », 1430 ; « grande rue du Faubourg Saint-Honoré », 1609 ; « chaussée Saint-Honoré », 1634 ; « rue Neuve Saint-Honoré », 1638.

Pendant les guerres de Religion, en 1590, durant le siège de Paris, la rue est bombardée par l'artillerie du roi de France Henri IV.
En 1702, la voie, qui fait partie du quartier du Louvre, comporte 200 maisons et 30 lanternes.
En 1817, cette rue commençait aux 1-2, rue de la Lingerie et 19-20, rue des Déchargeurs et finissait aux 17-12, rue Royale et aux 27-16, boulevard de la Madeleine.
À cette époque, les numéros de la rue étaient rouges et le dernier numéro impair était le no 389 et le dernier numéro pair le no 420.
La rue faisait partie des anciens 4e, 3e, 2e et 1er arrondissements de Paris et passait dans plusieurs quartiers :
- ancien 4e arrondissement : 
  - numéros impairs de 1 à 231 : ancien quartier Saint-Honoré ;
  - numéros pairs de 2 à 34 : ancien quartier des Marchés ;
  - numéros pairs de 76 à 192 : ancien quartier de la Banque de France ;
- ancien 3e arrondissement : 
  - numéros pairs de 36 à 74 : ancien quartier Saint-Eustache ;
- ancien 2e arrondissement : 
  - numéros pairs de 194 à 354 : ancien quartier du Palais-Royal ;
- ancien 1er arrondissement : 
  - numéros impairs de 233 à 289 : ancien quartier des Tuileries ;
  - numéros pairs de 356 à 420 : ancien quartier de la place Vendôme.

En 1854, les premiers numéros de la rue Saint-Honoré sont supprimés sur l’ordre du baron Haussmann pour en faire la rue des Halles, nouvellement percée, pour relier la place du Châtelet aux Halles de Paris construites par Victor Baltard.
La rue Saint-Honoré commence désormais au 33, juste après le 21, rue des Halles (ensemble historique de l’hôtel des Maréchaux de Villeroy et de la Crémerie de Paris).
Les numéros impairs de la rue Saint-Honoré s’arrêtent aujourd’hui au 283. Les numéros supérieurs viennent d'une ancienne numérotation pour laquelle nous n'avons pas la correspondance. Il en est peut-être de même pour certains numéros pairs de la même époque.
En 1966, la partie comprise entre le Palais-Royal, le Théâtre Français et la place André-Malraux a été dénommée « place Colette ».

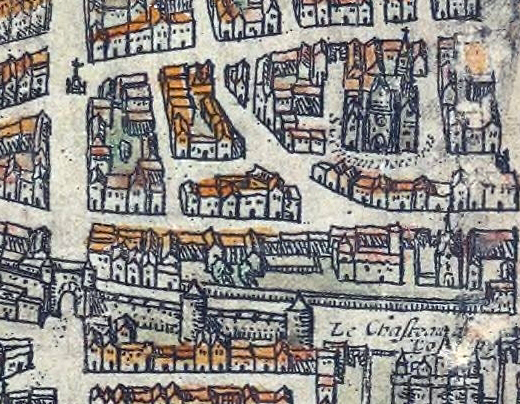
Porte Saint-Honoré de l'enceinte de Philippe Auguste vers 1530, plan de Braun et Hogenberg.
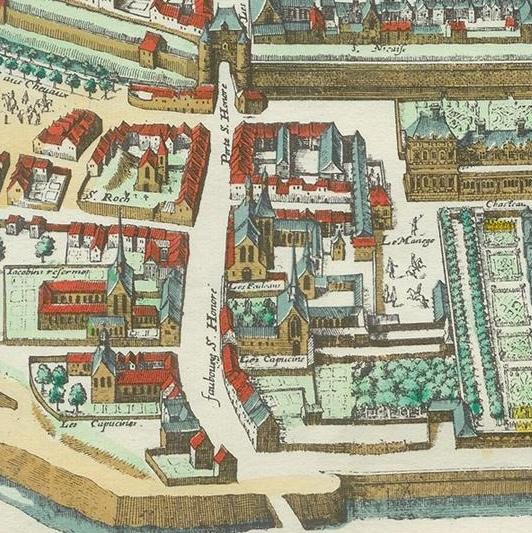
Détail du plan de Mérian de 1615 (le nord à gauche) : la deuxième porte (en haut) du XIVe siècle, le faubourg traversé par la rue Saint-Honoré et le bastion du XVIIe siècle (en bas).
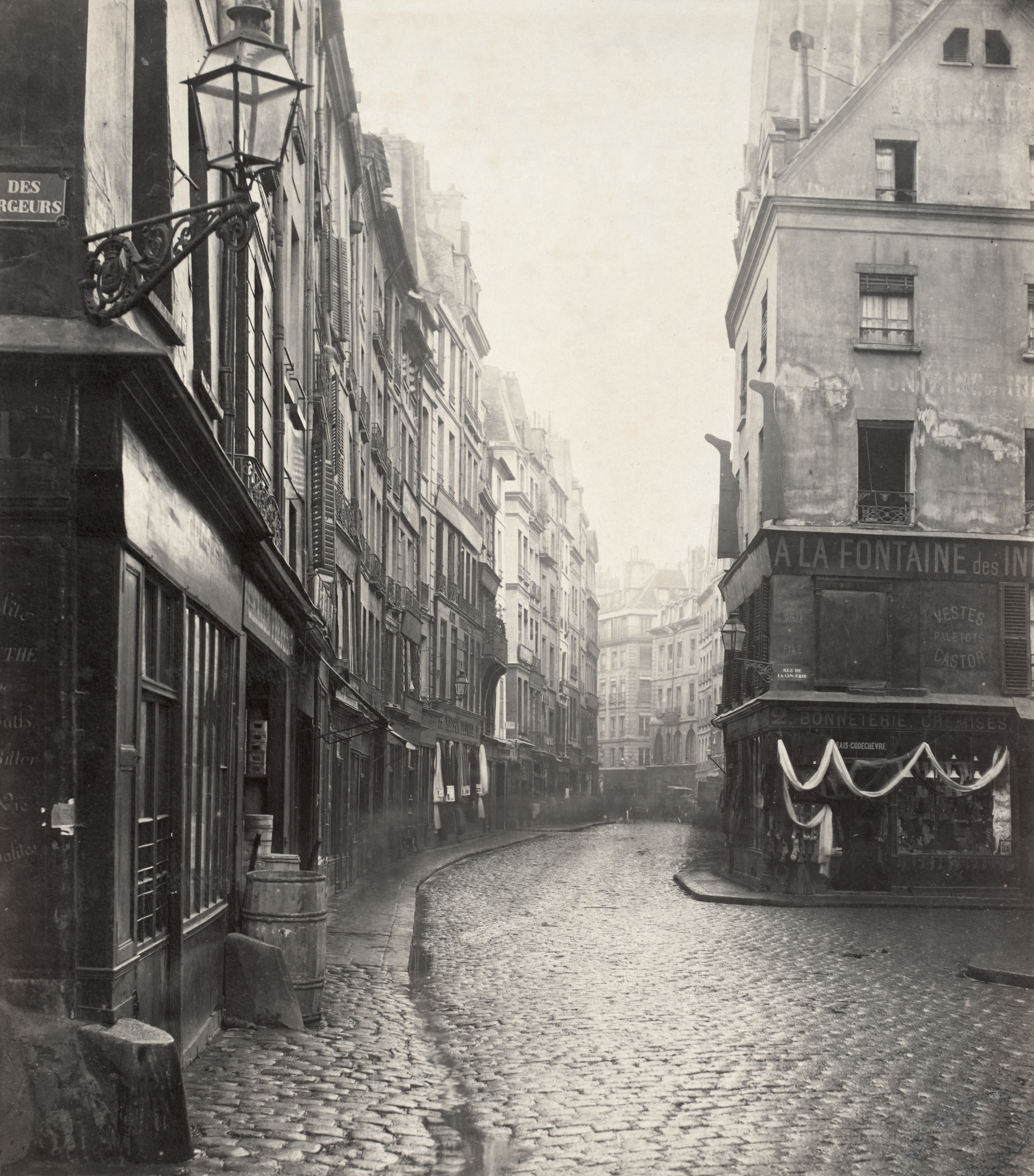
La rue au niveau de la rue des Déchargeurs vers 1853-1870 (photographie de Charles Marville).
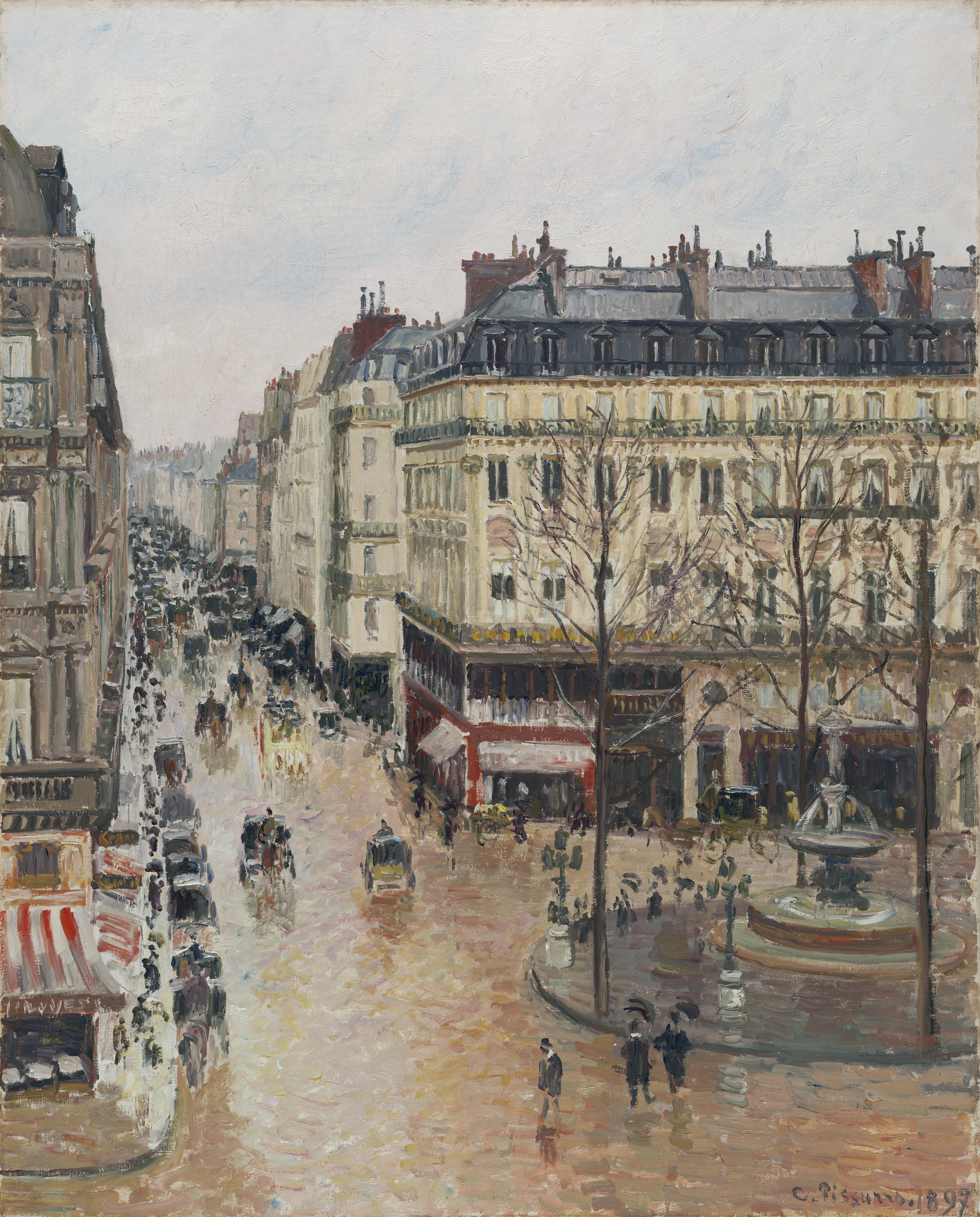
Camille Pissarro, Rue Saint-Honoré (1897), musée Thyssen-Bornemisza (Madrid). Vue depuis l'hôtel du Louvre, vers l'ouest.

### Une rue «révolutionnaire»

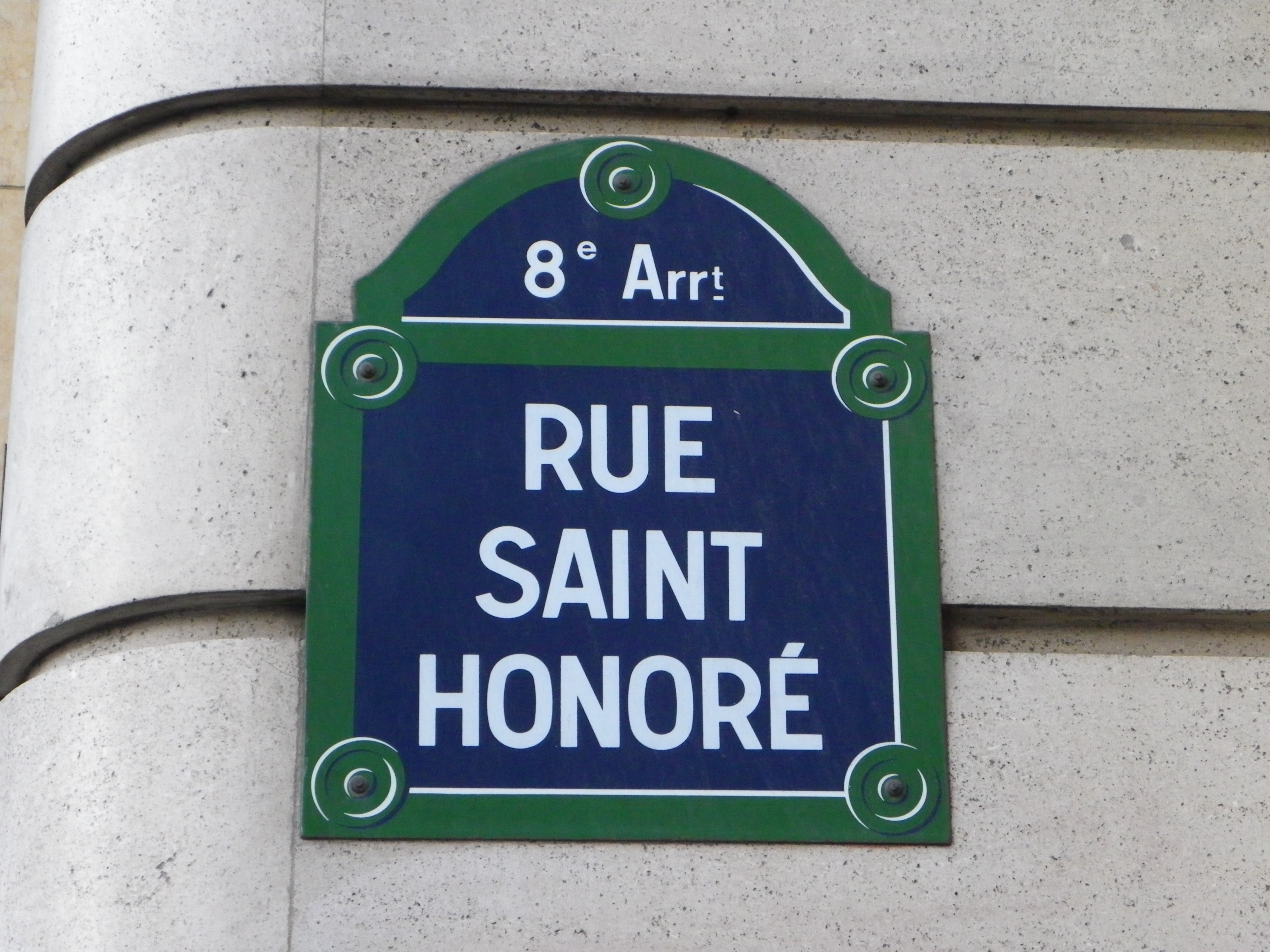
Plaque de la rue Saint-Honoré.

Rue de toutes les révolutions, la « barricade » y fut en quelque sorte inventée, à l'angle de la rue de l'Arbre-Sec, lors de la journée du même nom (Journée des barricades), le 12 mai 1588. Cet épisode vit la victoire de Guise sur Henri III et la fuite de ce dernier hors de Paris.
De 1790 à 1795, pendant la Révolution française, la Section des Gardes-Françaises se réunit dans l'église de l'Oratoire du Louvre, au 145 de la rue.
C'est dans cette rue, entre la rue de l'Échelle et la rue de Rohan, que se déroulèrent les premiers combats des Trois Glorieuses contre la troupe, le 27 juillet 1830, et que fut dressée la première barricade. Ces combats inspirèrent à Eugène Delacroix son fameux tableau La Liberté guidant le peuple.
Pendant la révolution de 1848, le Club du Rhône se réunissait près de la chapelle de l'Assomption, le Club des Amis fraternels y avait son siège au no 19, et Étienne Cabet y tenait ses Réunions icariennes. Une foule d'autres clubs y organisaient leurs assemblées. Bakounine y fit un discours, fin 1847, pour la commémoration de la révolution polonaise de 1830.
L'abbé Morellet demeura dans cette rue. Adepte du libéralisme économique, encyclopédiste protégé de Marie-Thérèse Rodet Geoffrin, dite Mme Geoffrin, cela ne l'empêcha pas d'être embastillé le 11 juin 1760 pour sa Préface de la Comédie des philosophes.
Jean-Baptiste Drouet y logea. Ce maître de poste de Sainte-Ménehould, qui avait fait arrêter Louis XVI à Varennes, était devenu député à la Convention. Il participa à la Conjuration des Égaux qui se réunit chez lui pour préparer la tentative d'insurrection contre le Directoire en mai 1796.
On rencontre aussi dans les parages de nombreux personnages de romans, comme le Bossu, de Paul Féval, qui, revenu à Paris pour confondre Gonzague, s'y cache avec Aurore de Nevers.

## Bâtiments remarquables et lieux de mémoire

### De la rue des Halles à la rue de l'Oratoire
- No 14 : le savant Claude Bernard emménagea dans cette maison en 1863.
- No 19 : le couple Marguerite Durand-Georges Laguerre y demeura avant leur séparation en 1891[12]
- No 22 : à partir de 1849, emplacement du magasin central de l'Association laborieuse et fraternelle des ouvriers cordonniers, coopérative d'inspiration fouriériste[réf. nécessaire].
- No 47 : demeure d'Antoine de Lavoisier, éminent chimiste mais aussi Fermier général, qui fut à ce titre, comme tous ses collègues, guillotiné en 1794.
- No 60 : siège du Club des Prévoyants pendant la Révolution de 1848.
- No 75 : demeure de Napoléon Bazin, membre de plusieurs sociétés secrètes républicaines, impliqué dans l'attentat de Quénisset contre le duc d'Aumale, fils de Louis-Philippe Ier, à son retour d'Algérie en 1841.
- No 82 : demeure de François Chabot, ex-capucin, auteur du Catéchisme des sans-culottes, député à la Convention, membre du Comité de sûreté générale, impliqué pour trafic d'influences dans le scandale de la Compagnie des Indes, jugé avec Danton et guillotiné le 5 avril 1794.
- No 86 : demeure où séjourna en juin 1901 Ranavalona III, dernière reine en exil de Madagascar[13].
- No 91 : entrée du village Saint-Honoré, petite parcelle commerçante où sont implantées plusieurs galeries d'art et d'antiquaires. En 1976, Mila Parély tient le magasin que Jean Marais a ouvert à Paris au 91, rue Saint-Honoré, à l'enseigne Jean Marais, potier, où il vend ses poteries[14].

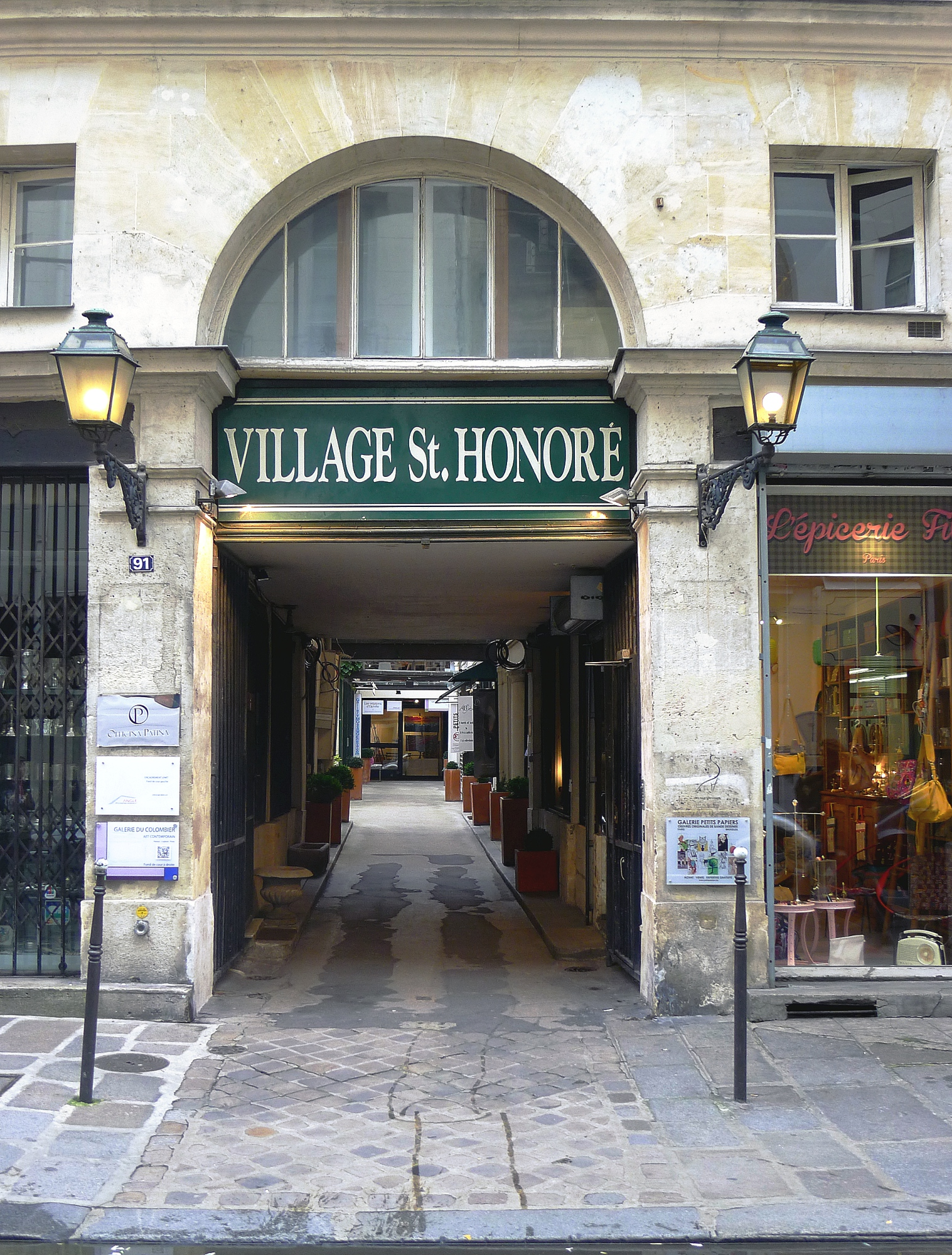
No 91 : entrée du village Saint-Honoré.
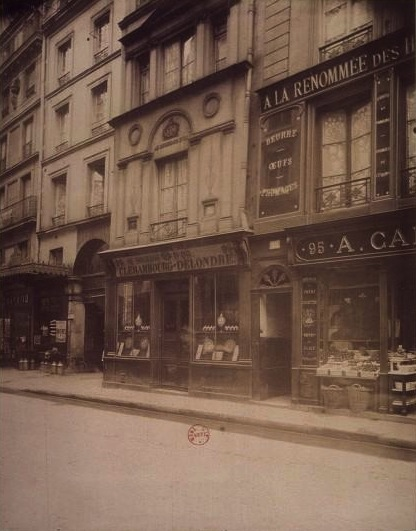
No 93 en 1908.
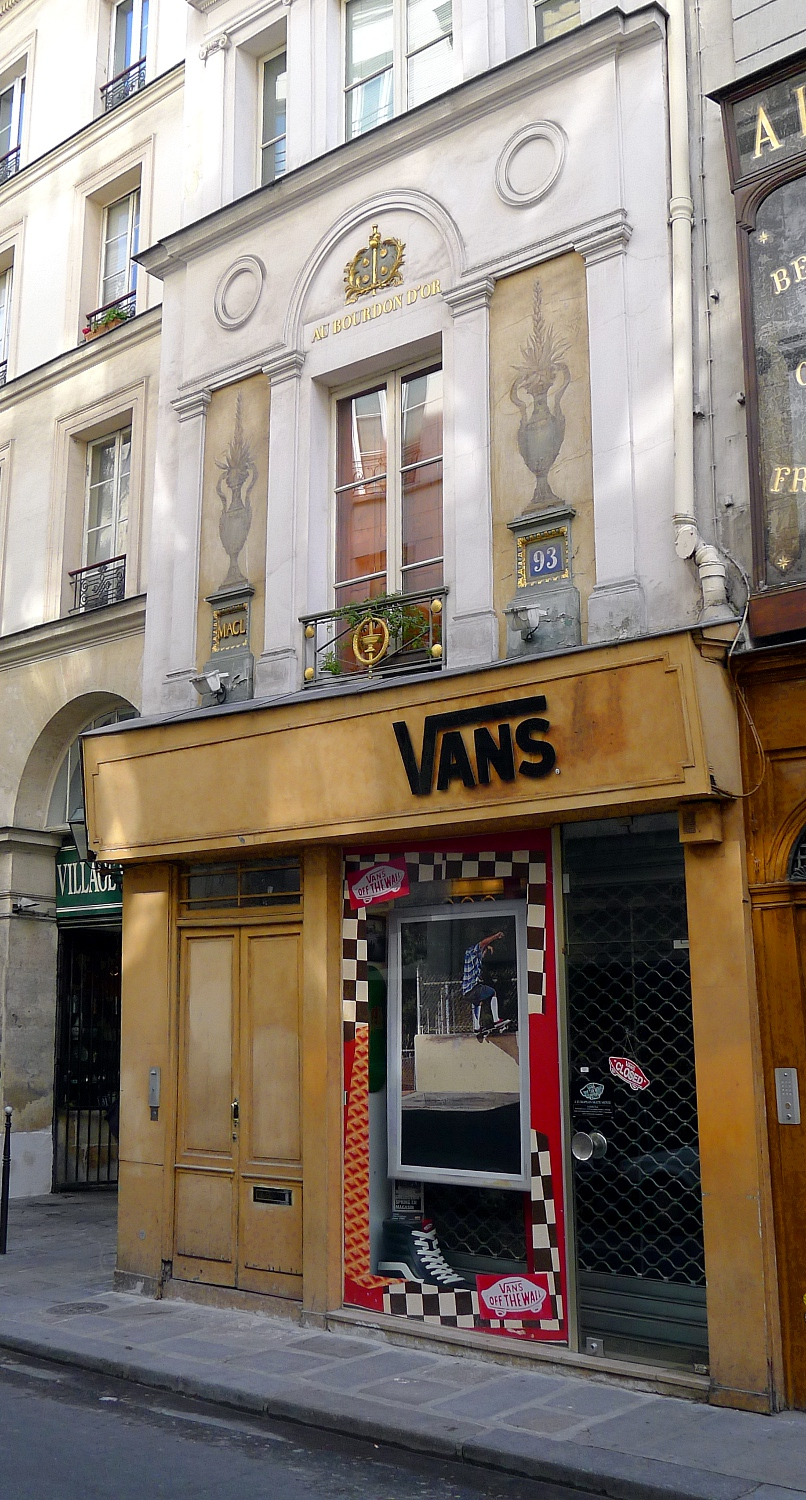
No 93 de nos jours.
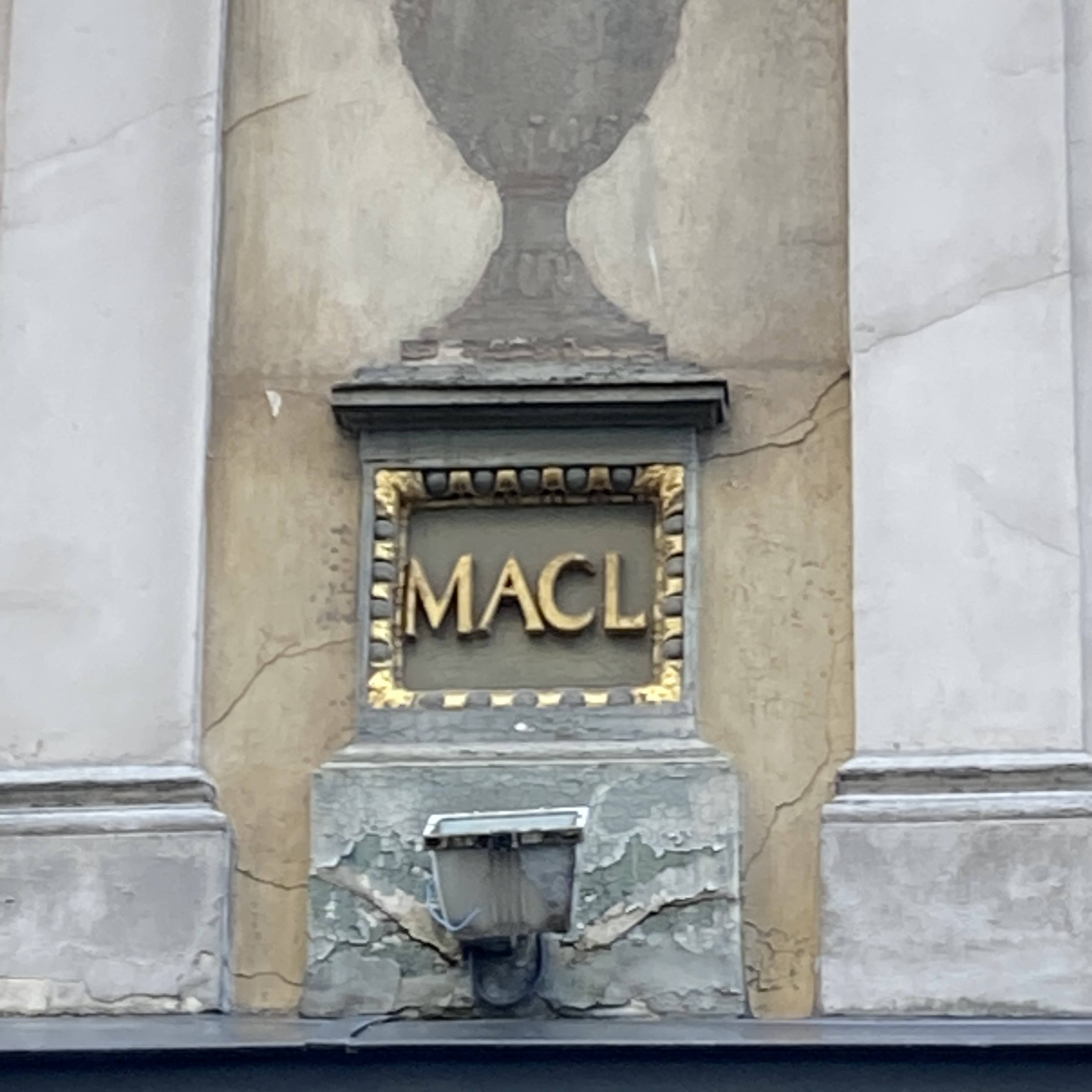
No 93, plaque MACL.
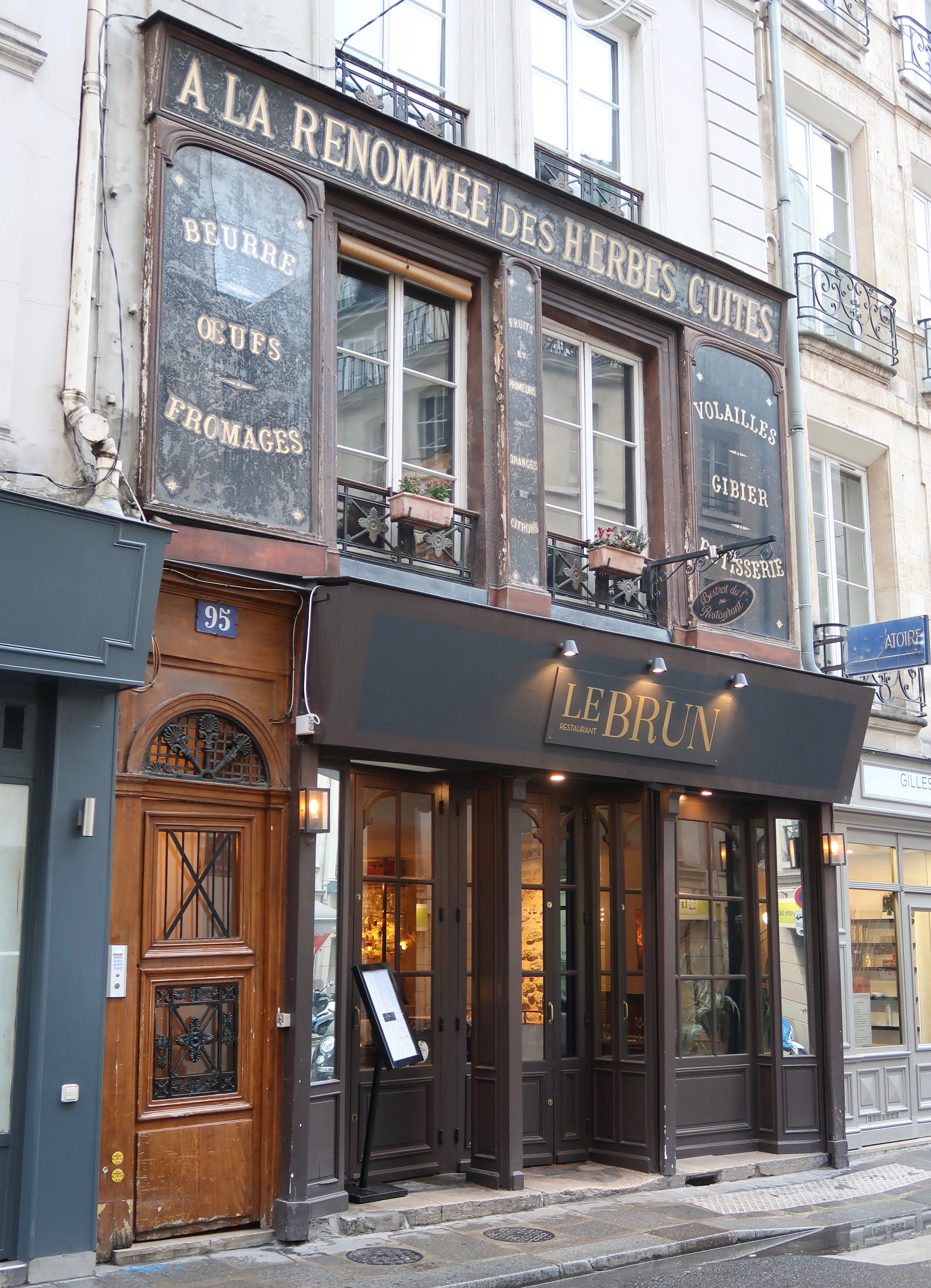
No 95.
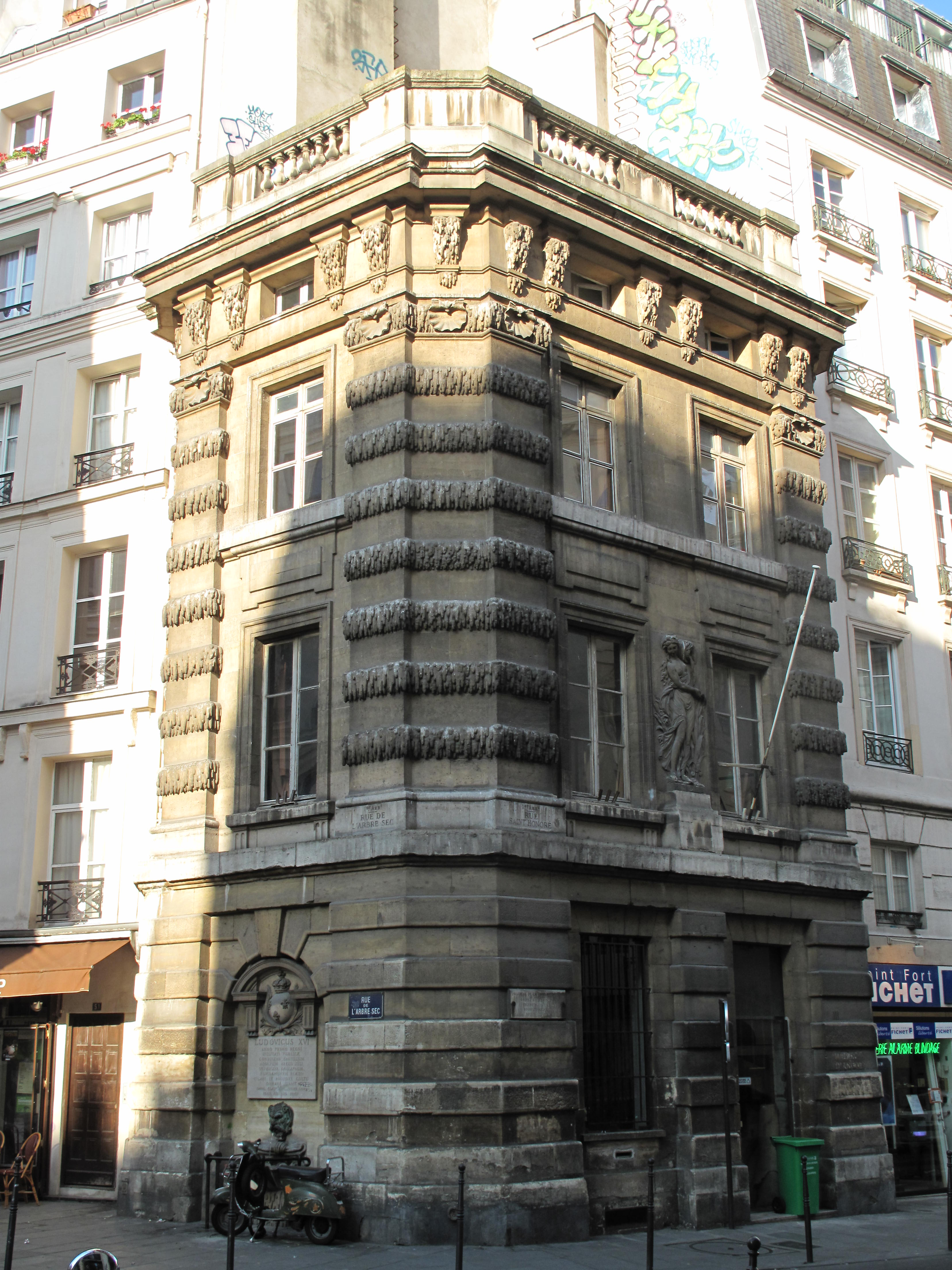
No 111 : fontaine de la Croix-du-Trahoir.

- No 93 : boutique de l'apothicaire d'Henri IV dans laquelle celui-ci aurait reçu des soins après le funeste attentat du 14 mai 1610. La façade porte encore aujourd'hui l'enseigne Au Bourdon d'or, rendue célèbre par la photographie qu'en fit Eugène Atget en 1908[15]. Elle est inscrite au titre des monuments historiques[16].
  - Au premier étage, plaque MACL (Maison Assurée Contre l’Incendie). Au XIXe siècle, les compagnies d’assurance se spécialisent selon le type de sinistre. Chaque compagnie appose, sur les façades des immeubles, son signe distinctif[17].
- No 96 (angle avec la rue Sauval) : emplacement du pavillon des Singes, maison dans laquelle naquit Molière le 15 janvier 1622 ; une plaque commémorative est apposée sur la façade de l'immeuble qui l'a remplacée. À noter cependant qu'à proximité, 31 rue du Pont-Neuf, une plaque erronée affirme la même chose[18],[19].
Demeure de Richard Wagner lors d'un séjour à Paris en 1839.
- No 108 : demeure de Jean-Jacques Pillot, membre de l'Association internationale des travailleurs, signataire de l'Affiche Rouge, élu à la Commune en 1871.
- No 111 : carrefour de la Croix-du-Trahoir, un des plus animés de Paris pendant des siècles. Station des chaises à porteurs, créée en 1639. Il s'y trouve une fontaine depuis 1359 [Ref nécessaire : 1529 date acceptée]. Celle que l'on voit aujourd'hui est de 1776.
L'arrestation de Pierre Broussel, conseiller au Parlement de Paris, y eut lieu. Elle va constituer le point de départ de la Fronde, le 26 août 1648.
- No 115 : en 1762, Louis Claude Cadet de Gassicourt y ouvre une pharmacie[20]. Axel de Fersen y achète l'encre sympathique qu'il utilise pour correspondre avec Marie-Antoinette d'Autriche dès 1774. Jean-François Derosne et Charles Derosne y firent leur formation de pharmacien[21]. La boutique accueille toujours une pharmacie de nos jours. Le 16 octobre 2024 y est inauguré le premier des nouveaux panneaux historiques de la Ville de Paris[22].
- No 118 : demeure de Jean-Baptiste Treilhard, membre du Comité de salut public puis directeur.
- Nos 121 au 125 : emplacement de l'hôtel d'Aligre ou « Schomberg et d'Aligre », ancien hôtel particulier du XVIIe siècle (disparu).
Atelier de Philipp Wilheim Mathe, dit Creutz ou Kreutz, dit Curtius, anatomiste et barbier invité en France par le prince de Conti en 1770. Il sculpta les effigies en cire des personnages en vue de l'époque ; bustes qui, pendant la Révolution, furent pour certains l'objet de manifestations triomphales, comme ceux de Necker et du duc d'Orléans, et pour d'autres l'occasion d'autodafés, comme ceux du pape et de La Fayette.
- No 123 : emplacement de la cour d'Aligre où s'est tenue une réunion politique publique à la fin du Second Empire.
- No 129 : maison natale de Louis Hébert, premier colon français de Nouvelle-France, né en 1575 et installé en Acadie en 1606. Une plaque lui rend hommage.

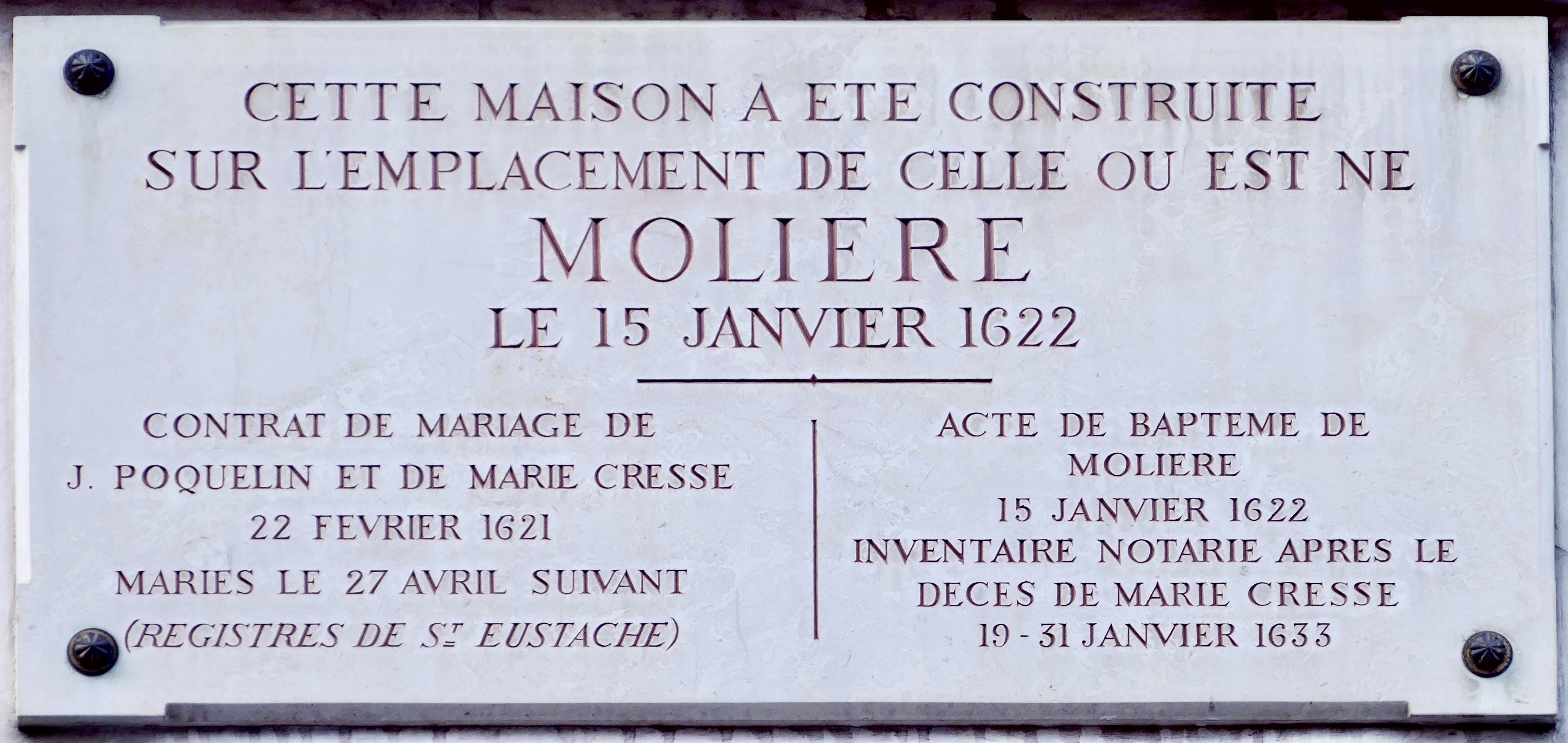
No 96 : plaque marquant l'emplacement de la maison natale de Molière.
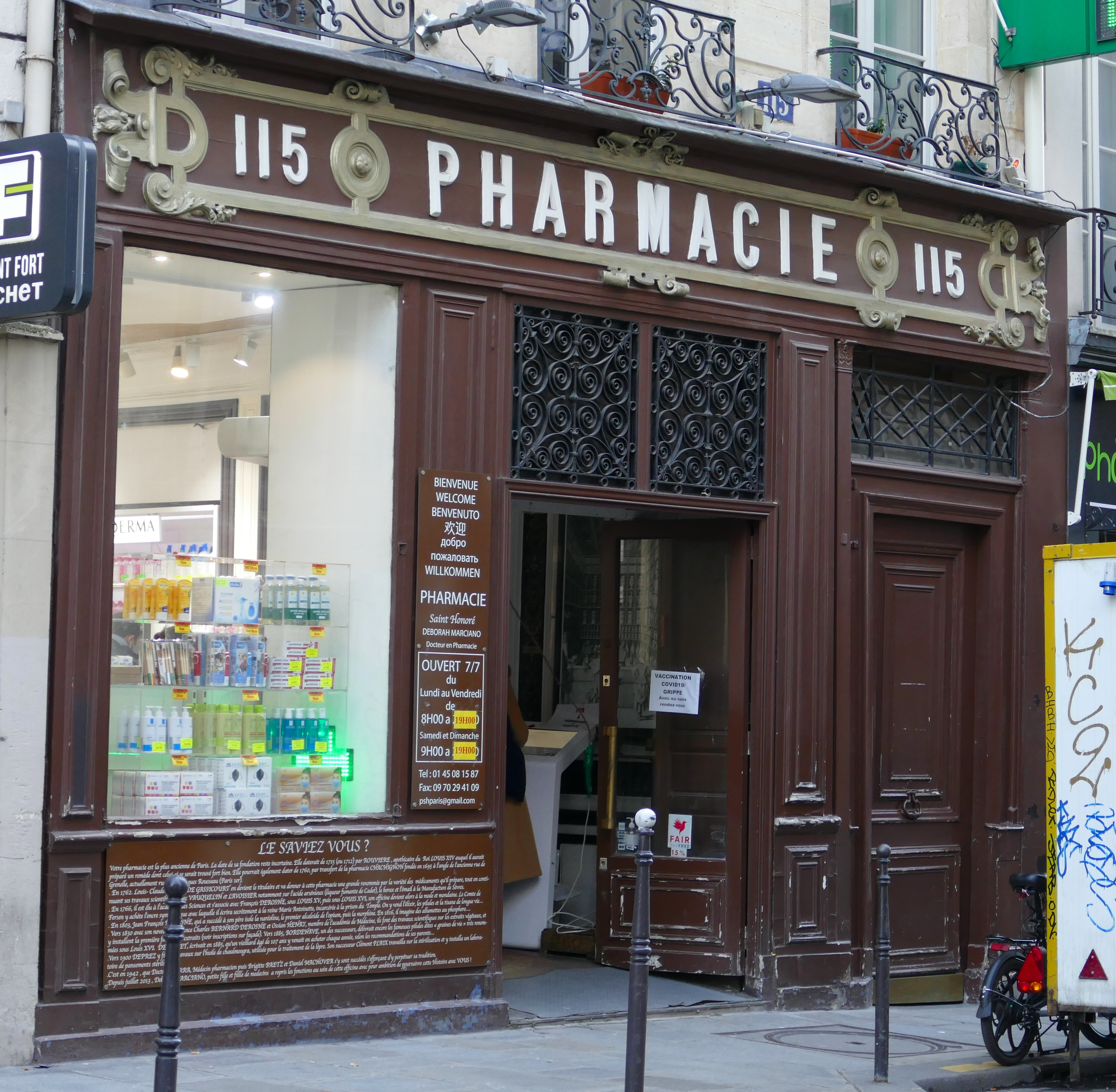
No 115 : pharmacie réputée la plus ancienne de Paris (voir agrandissement du panneau explicatif).
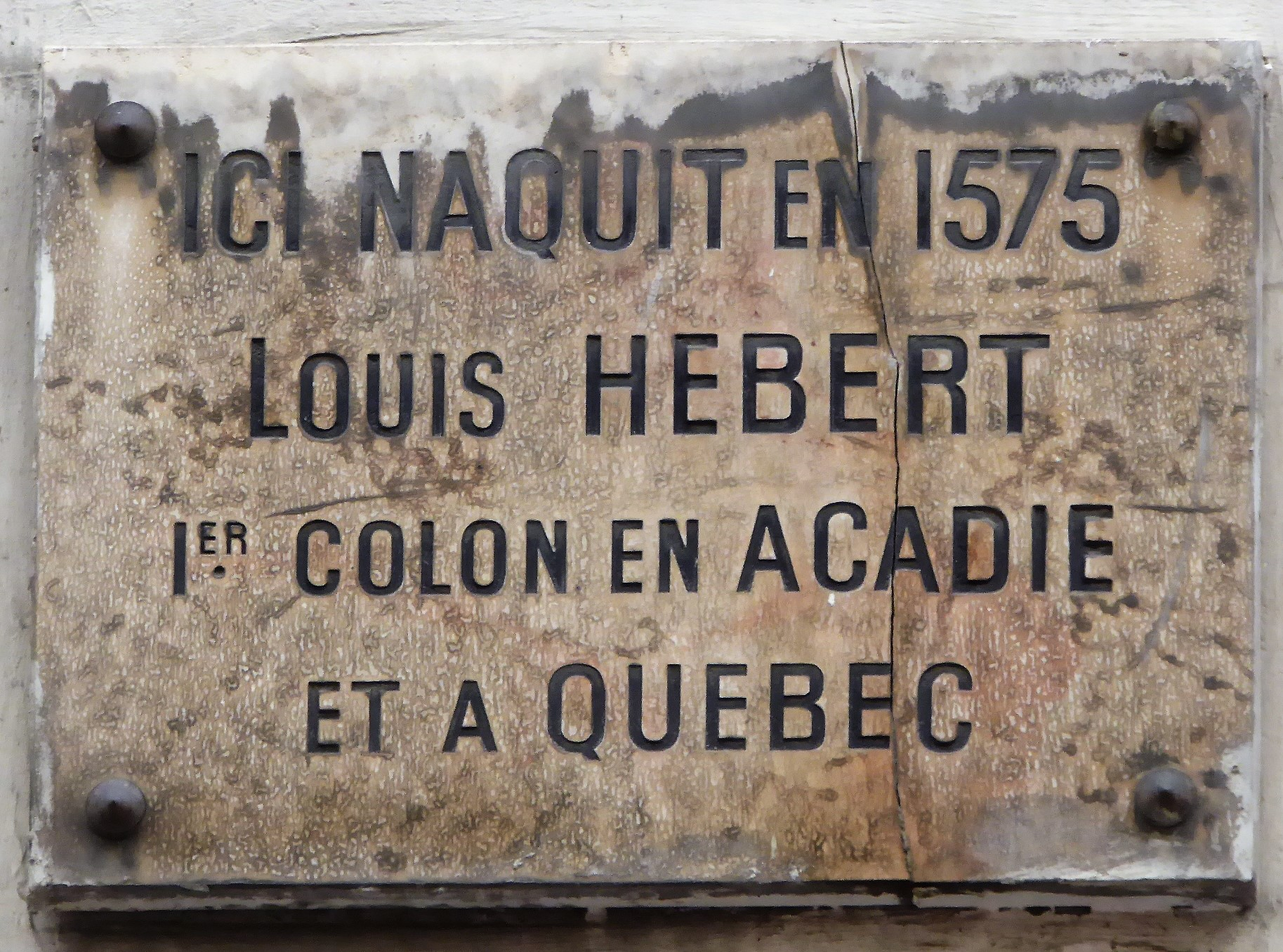
No 129 : plaque en hommage à Louis Hébert.

### De la rue de l'Oratoire à la place André-Malraux
L’actuelle rue de l’Oratoire occupe l’emplacement du chemin de ronde intra-muros de l’ancienne enceinte de Philippe Auguste (voir ancienne rue d’Autriche), bâtie à la fin du XIIe siècle. Légèrement à l’ouest de son croisement avec la rue Saint-Honoré, une porte de ville fortifiée permettait le franchissement de la muraille.
- No 145 : l'édifice de l'Oratoire du Louvre a été construit à cheval sur l'emplacement d'une section de l'ancien rempart, nivelé à cet effet en 1621, année de la pose de la première pierre. Il est dû au développement rapide de la Société de l'Oratoire de Jésus et de Marie du père Pierre de Bérulle et avait pour vocation initiale le remplacement de la petite chapelle que cette congrégation avait aménagée en 1616 dans l'ancien hôtel du Bouchage de la rue du Coq (actuelle rue de Marengo) et dont la capacité d'accueil était déjà devenue insuffisante. Dans cette chapelle royale du Louvre prêchèrent Jacques-Bénigne Bossuet et Nicolas Malebranche[23]. Elle devient pendant la Révolution siège de la Section de l'Oratoire, de 1790 à 1792, puis section des Gardes-Françaises de 1793 à 1795. Le bâtiment est affecté par Napoléon au culte réformé en 1811.

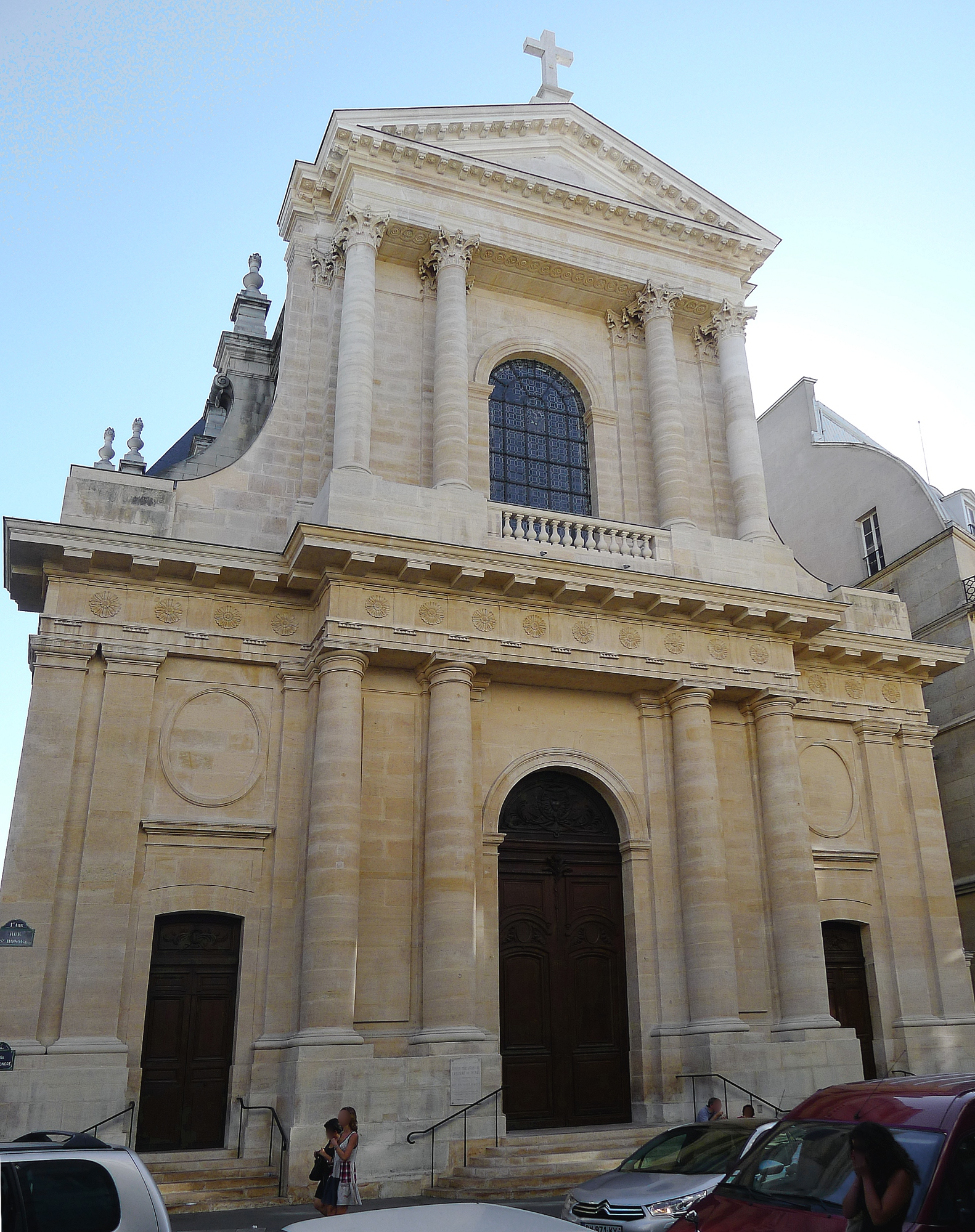
Temple protestant de l'Oratoire du Louvre

- Entre les nos 146, 148 et 152 : emplacement de la première porte Saint-Honoré, bâtie à la fin du XIIe siècle et détruite avant le milieu du XVIe siècle. Entre les nos 148 et 150, un très ancien puits traverse plusieurs niveaux de cave.

- No 151 : le centre commercial du Louvre des antiquaires, aménagé dans les anciens Grands Magasins du Louvre.
- Entre les nos 155 et 161 : emplacement, de 1260 à 1779, de l'ancien hospice des Quinze-Vingts fondé par Louis IX pour abriter 300 aveugles pauvres. Sous Charles IX, on y organisa des combats d'aveugles pour la distraction du roi et de la cour[réf. nécessaire]. Il fut transféré en 1779 au faubourg Saint-Antoine, dans l'actuelle rue de Charenton.

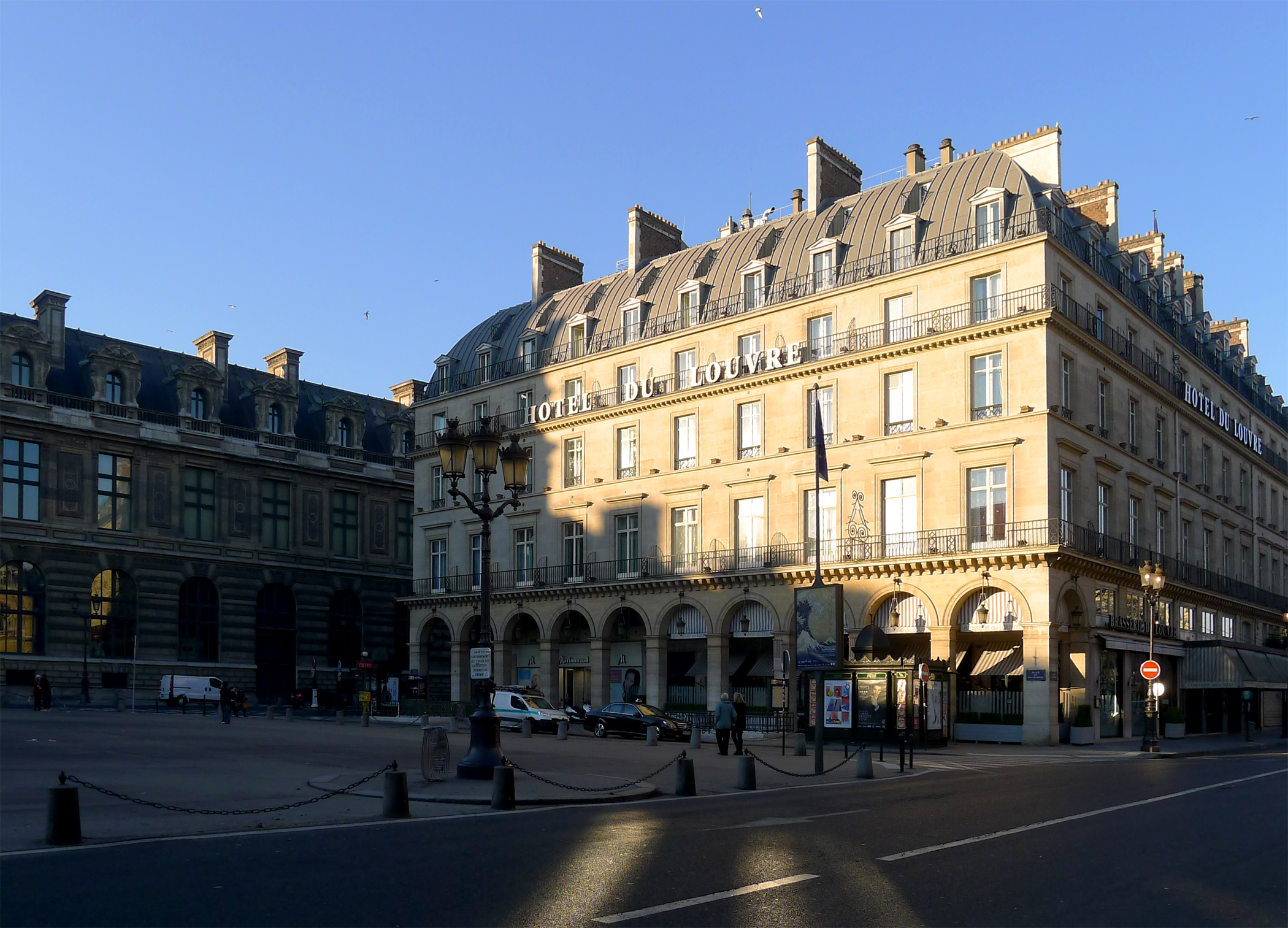
L'hôtel du Louvre à l'angle de la place du Palais-Royal et de la rue Saint-Honoré.

- No 155 : hôtel du Louvre. À l'entrée des Versaillais dans Paris, le 21 mai 1871, le grand hôtel du Louvre est réquisitionné par le bataillon des tirailleurs de Belleville et les vengeurs de Flourens. Napoléon Gaillard père, directeur des barricades sous la Commune, y installe son quartier général dans son grand salon.
La librairie Delamain, fondée en 1700 sous les arcades de la Comédie Française, transférée ici en 1906, est la plus ancienne des librairies parisiennes en activité.
- No 157 : ouvert en 1716, le débit de tabac À la civette est le plus ancien en activité de Paris[24].
- No 161 : Office national marocain du tourisme. Il occupe l'ancien Café de la Régence, fermé en 1910. Dans le premier Café de la Régence, situé place du Palais-Royal, se tinrent vers 1750 des réunions de mise au point de l'Encyclopédie ; il était fréquenté notamment par Voltaire, Diderot, d'Alembert, Rousseau, Marmontel, Benjamin Franklin et Le Sage. Il s'y disputait depuis 1715 de mémorables tournois d'échecs. Diderot situe dans ce café le début de son Neveu de Rameau, écrit en 1762.
Ce café était situé sur le trajet des charrettes qui emmenaient les condamnés de la Conciergerie à la place de la Concorde, lorsque la guillotine y était installée. De sa terrasse, Jacques-Louis David dessina Danton partant vers l'échafaud.
Il fut le théâtre, en 1815, au début de la Restauration, de nombreux affrontements entre officiers napoléoniens démobilisés et officiers royalistes.
Friedrich Engels retrouve Karl Marx au Café de la Régence le 26 août 1844. Ils ne s'étaient jusqu'alors croisés qu'une fois à Cologne en 1842. Ils sont venus à Paris pour créer la revue Les Annales franco-allemandes qui ne connaîtra, devant les réticences des « socialistes » français (le mot venait d'être inventé), qu'un seul numéro double. Ils écrivent ensemble à cette époque La Sainte Famille. Détruit dans le cadre des travaux haussmanniens dans les années 1850, il rouvre en 1864 au no 161.
- No 176 : en 1831, emplacement de la boutique À la levrette, ustensiles de chasse, de pêche et d'écurie Longuemare Jeune. Ancien débit de poudre des princes[25].
- Nos 182 à 192 : immeuble des Bons-Enfants, antenne du ministère de la Culture. L'immeuble sur la rue Saint-Honoré est construit en 1919 par Georges Vaudoyer afin d'abriter les réserves des Grands Magasins du Louvre. Il est occupé par le ministère des Finances entre 1941 et 1989[26]. En 2000 et 2004, l'ensemble de l'îlot compris entre la rue Saint-Honoré, les rues des Bons-Enfants, Croix-des-Petits-Champs et Montesquieu fait l'objet d'une vaste opération de restructuration afin d'accueillir le ministère de la Culture. Les façades sur rue sont habillées d'une résille métallique par les architectes Francis Soler et Frédéric Druot. Cet ensemble immobilier occupe l'emplacement de l'ancienne collégiale Saint-Honoré[27],[28].
- No 194 : demeure de Paul Barras en 1789.
- No 198 : café du Garde-Meuble. Demeure de l'abbé Barbotin, député du clergé aux États généraux ; un des plus violents opposants au vote par tête qui provoquera la rupture entre le roi et l'Assemblée.
- No 202 : une des premières salles de l'Opéra de Paris. Les Italiens, qui avaient été chassés par Louis XIV, y firent un retour triomphal avec la troupe de Luigi Riccoboni, dit « Lélio », sous la régence de Philippe d'Orléans le 18 mai 1716. Le théâtre du Palais-Royal subit ensuite plusieurs incendies et fut finalement remplacé par la salle du théâtre de la Porte-Saint-Martin.

| À gauche, l'incendie de l'Académie royale de musique en 1763 ; au milieu, une vue des bâtiments actuels (Palais-Royal) avec, à droite, la plaque commémorative retraçant les événements survenus en ce lieu. |  | À gauche, l'incendie de l'Académie royale de musique en 1763 ; au milieu, une vue des bâtiments actuels (Palais-Royal) avec, à droite, la plaque commémorative retraçant les événements survenus en ce lieu. |  | À gauche, l'incendie de l'Académie royale de musique en 1763 ; au milieu, une vue des bâtiments actuels (Palais-Royal) avec, à droite, la plaque commémorative retraçant les événements survenus en ce lieu. |
| À gauche, l'incendie de l'Académie royale de musique en 1763 ; au milieu, une vue des bâtiments actuels (Palais-Royal) avec, à droite, la plaque commémorative retraçant les événements survenus en ce lieu. |  | |  | |

- No 204 : le Palais-Royal.

### De la place André-Malraux à la rue Saint-Roch
Au niveau de la place André-Malraux s'élevait l'ancienne enceinte de Charles V, construite de 1356 à 1383 et détruite à partir des années 1670.
- No 161 : emplacement en 1380 de la porte Saint-Honoré de l'enceinte de Charles V ; deuxième porte de ce nom, dite aussi porte des Aveugles. Elle fut démolie en 1636. Jeanne d'Arc y est blessée le 8 septembre 1429 en tentant de la prendre d'assaut. Un bas-relief plaqué contre la façade lui rend aujourd'hui hommage. Étant l'une des principales issues du Paris fortifié, la porte Saint-Honoré fut le théâtre de nombreux événements, dont l'entrée des troupes du roi Henri III dans Paris contre la Ligue, le 12 mai 1588, et la Journée des farines : attaque de soldats d'Henri IV déguisés en âniers, le 20 janvier 1591, pour tenter de prendre la ville dont il faisait le siège et qui lui résistait.
Le marché aux chevaux, contraint de quitter son ancien emplacement pour l'aménagement de la place Royale (place des Vosges), s'implanta vers 1605 hors de la porte Sainte-Honoré, côté nord, où se tenait aussi le marché aux pourceaux. Il était séparé de l'enceinte de Charles V par un terrain de jeu de mail. Il quitta les lieux en 1633 pour occuper le bastion de Gramont de la nouvelle enceinte de Louis XIII.

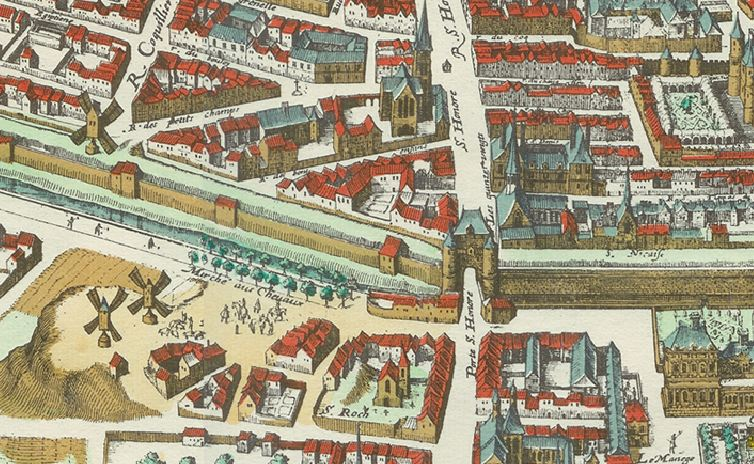
Plan Mérian (1615) La porte Saint-Honoré de l'enceinte Charles V et le marché aux chevaux.
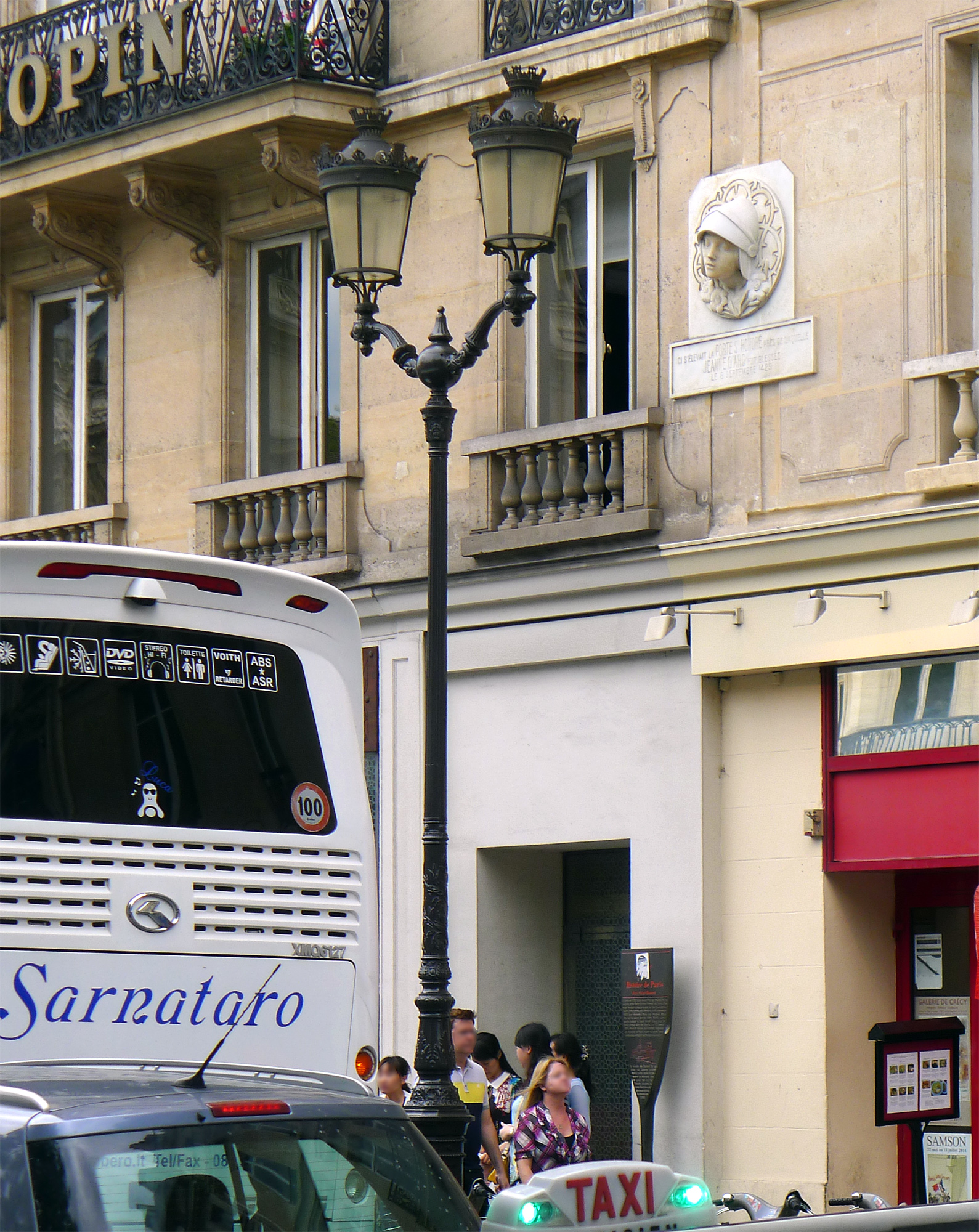
La rue Saint-Honoré au niveau des nos 161-163.
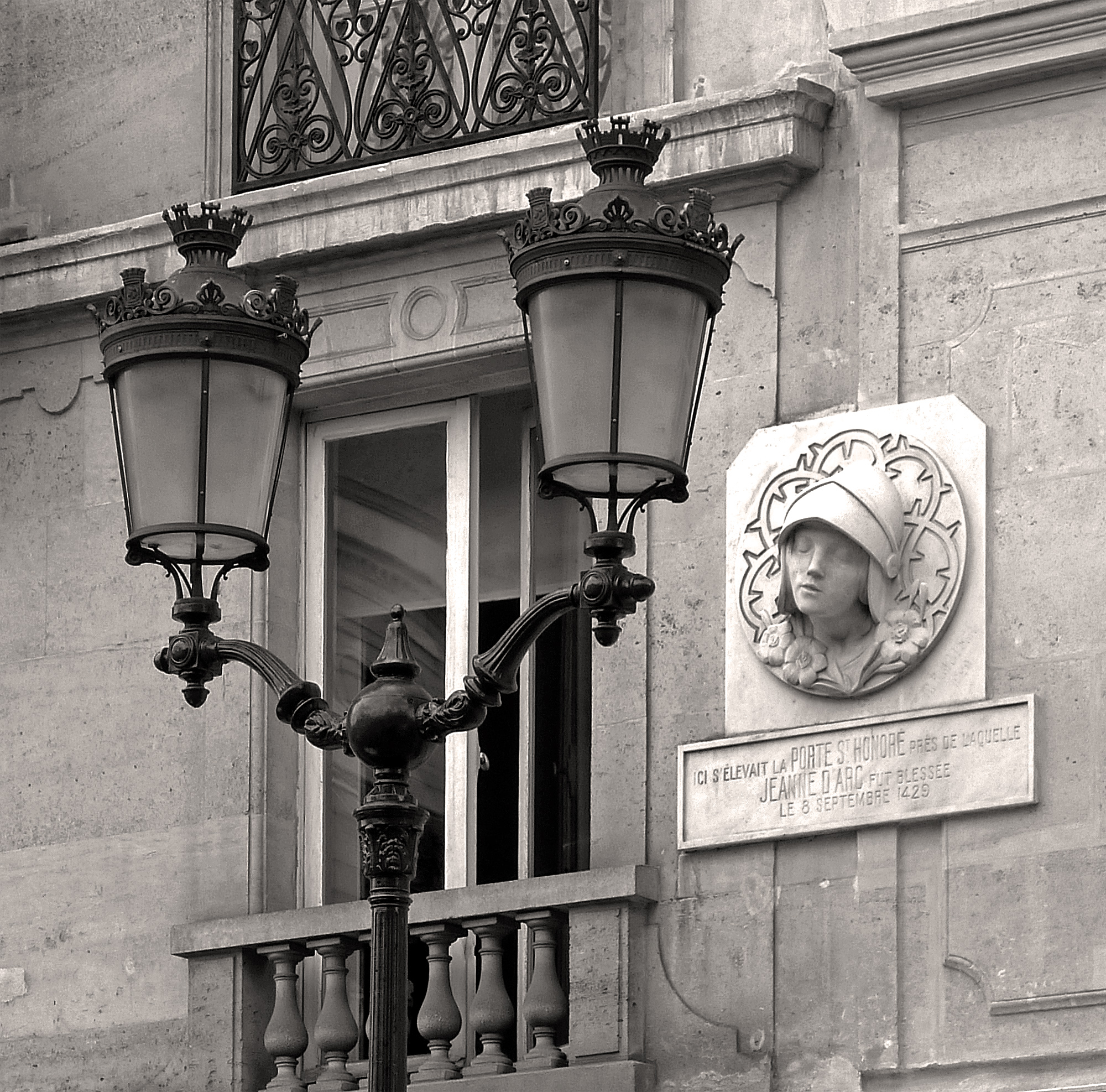
Plaque commémorative.

- No 173 : siège du journal Le Canard enchaîné[29] dans lequel furent découverts des micros posés par la DST, le 3 décembre 1973, débouchant sur l'affaire des plombiers.

- No 177 : issue nord de l'ancienne galerie Delorme (issue sud au no 188, rue de Rivoli)[30] construite par l'architecte Vestier

- No 181 : l'architecte décorateur et peintre Louis Süe et son associé, le peintre André Mare, réalisent l'aménagement du magasin de Fontaine et Cie en 1921[31].
- No 185 : demeure d'Alexandre Dumas père entre 1864 et 1866.
- No 195 : maison natale de Félix Tournachon, qui prendra le pseudonyme de Nadar (né le 6 avril 1820).
- No 203 (actuel 199) : auberge des Trois-Pigeons où logea Ravaillac le 13 mai 1610, la veille de l'assassinat d'Henri IV. Dans les années 1900, magasin de la maison Henrion, spécialités de literie[32].
- No 209 : demeure et cabinet du docteur Joseph Ignace Guillotin après la Révolution. C'était un grand humaniste et un des principaux rédacteurs de la Déclaration des droits de l'homme et du citoyen. Il y meurt en 1814[33], ayant échappé de peu à la machine qui porte injustement son nom.
- No 211 : de l'ancien hôtel de Noailles, construit en 1715 par Pierre Cailleteau dit Lassurance sur l'emplacement de l'ancien hôtel Pussort (1687), devenu hôtel d'Armenonville (1697), il ne subsiste qu'une façade de style Louis XV, classée, visible de la cour de l'actuel hôtel de tourisme Saint-James et d'Albany (voir 202, rue de Rivoli). L'hôtel particulier mis en vente après la mort de Pierre-Vincent Bertin († 1711), seigneur d'Armenonville, fut acheté en 1712 par la veuve du maréchal Anne-Jules de Noailles (1650-1708), deuxième duc de Noailles[34]. Il fut ensuite entièrement remanié et les jardins furent redessinés par Charpentier[35]. Marie Adrienne Françoise de Noailles (1759-1807) grandit à l'hôtel de Noailles et y épousa, le 11 avril 1774, le marquis de La Fayette (1757-1834)[36]. Le couple en fit sa résidence principale jusqu'en 1783[N 3]. Marie-Antoinette d'Autriche vint y accueillir La Fayette à son retour d'Amérique, le 15 février 1779[N 4].
Ce sera également la demeure de Charles-François Lebrun, Troisième consul, en 1802, ainsi que celle de Charles Charles dit Chaulieu, compositeur et fondateur de la revue Au Pianiste illustré.
Il abritera plus tard, sous le nom d'hôtel Saint-James et d'Albany, Francis Scott Fitzgerald, sa femme Zelda et leurs enfants en mai 1921 et, en octobre de la même année, Sinclair Lewis qui travaille alors sur son personnage « George F. Babbitt ».
Cet hôtel est également cité par Graham Greene dans les Voyages avec ma tante, écrit en 1969.

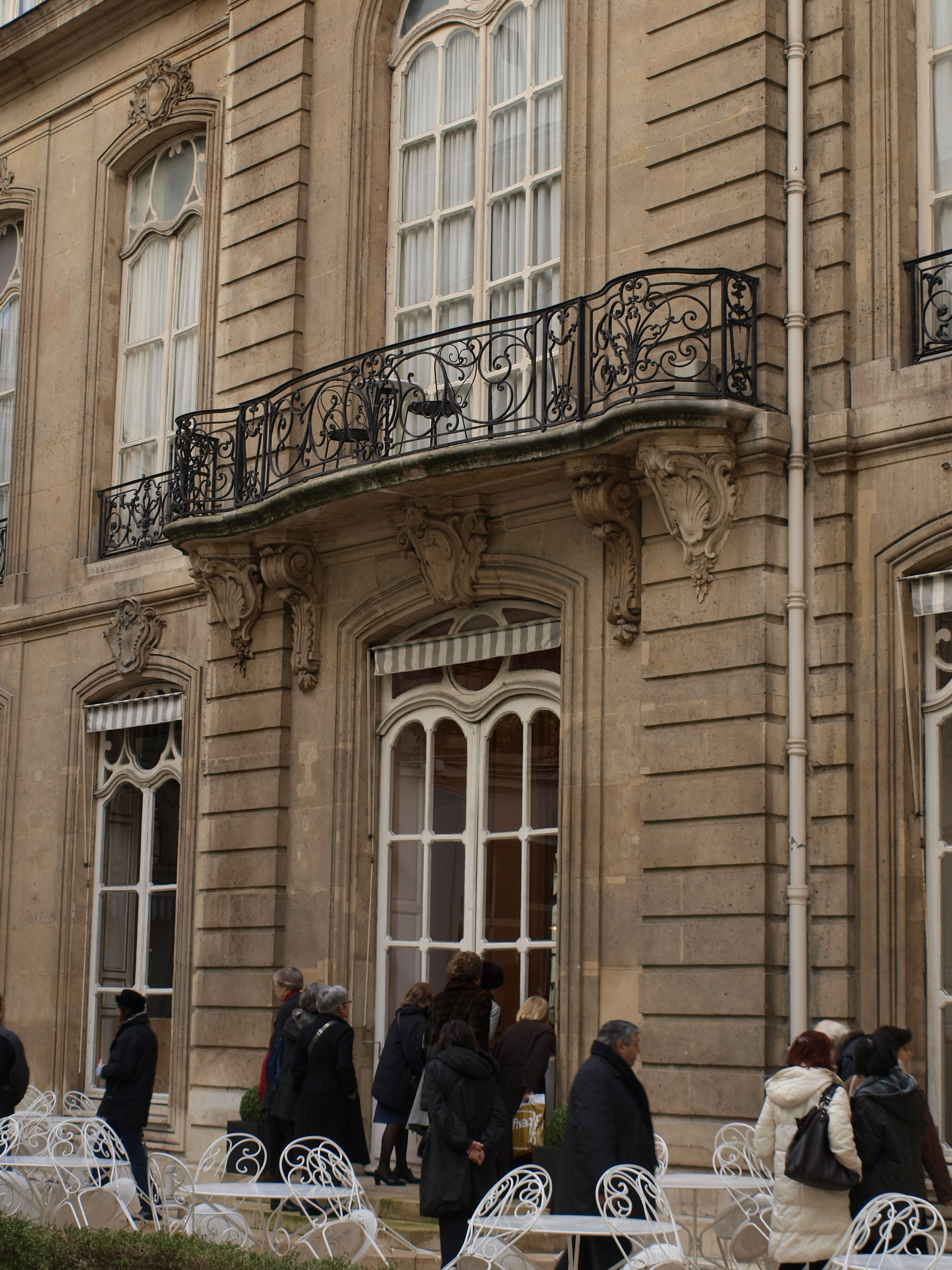
Vestige de l'ancien hôtel de Noailles.
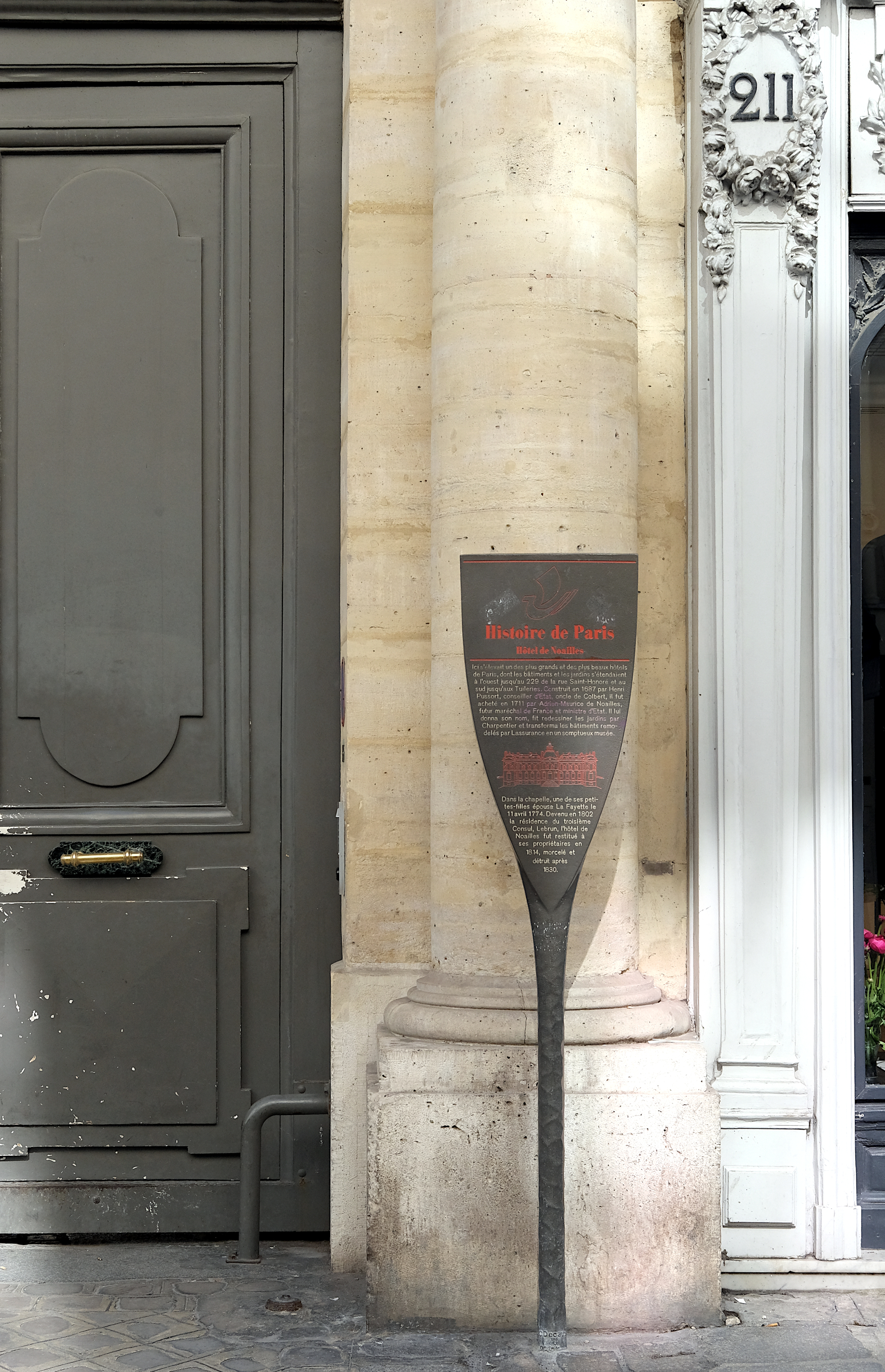
Panneau Histoire de Paris « hôtel de Noailles ».

- No 214 : siège du club Les Hommes libres pendant la Révolution de 1848.
- No 216 : bureau d'Alexandre Dumas père de 1823 à 1830. Il travaille alors au service du duc d'Orléans, futur Louis-Philippe Ier avec lequel il se brouillera.
- No 219 : siège du Club des Bureaucrates pendant la Révolution de 1848.

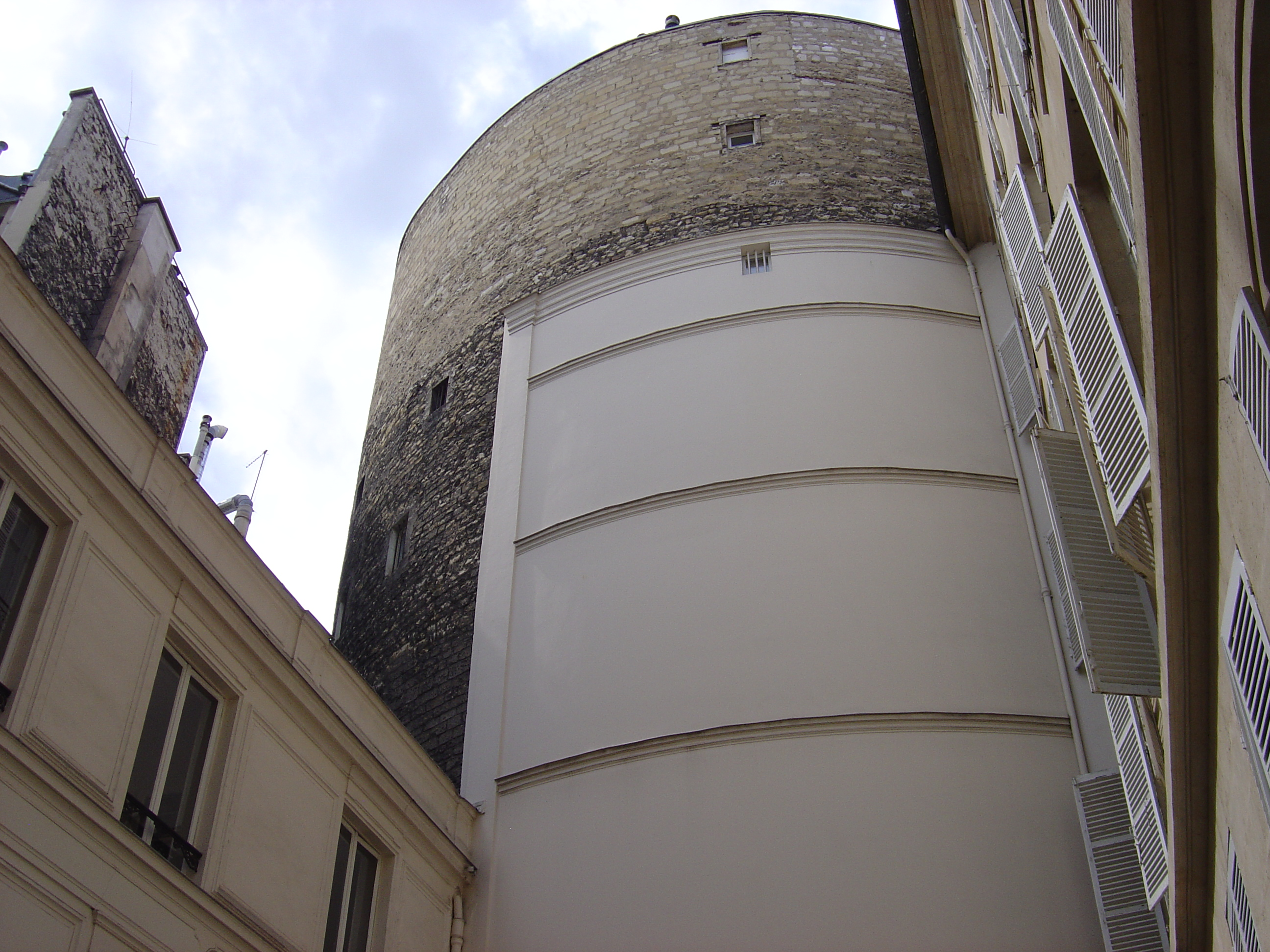
Vestiges du chevet de l'église du couvent des Feuillants.

- Entre les Nos 229 et 235 : emplacement du couvent des Feuillants où demeura quelque temps Jean de La Fontaine, hébergé par Marguerite Hessein de la Sablière, dite Mme de La Sablière en 1673. On rencontre aussi, dans son salon, Jean Racine, Nicolas Boileau, Charles Perrault, à l'arrière du no 229.
Ce couvent des Feuillants accueille les bureaux de l'Assemblée Constituante qui siège dans la salle du Manège toute proche, après son transfert de Versailles à Paris.
Jacques Louis David y peint son Serment du jeu de paume en 1790, resté inachevé.
Une scission du club des Jacobins y élit domicile à partir du 16 juillet 1791, prenant le nom du lieu : ce fut le club des Feuillants, dont les membres les plus connus étaient La Fayette, Barnave, les frères Lameth, Adrien Duport, Le Chapelier, Siéyès, Talleyrand, etc. Monarchistes constitutionnels, ils rompent avec les Jacobins sur la question du sort de Louis XVI.
La famille royale y fut détenue trois jours, avant son transfert au Temple, à la suite de la prise des Tuileries le 10 août 1792. Le banquier et député Claude Perier aménagea ensuite son hôtel particulier dans un immeuble appartenant au couvent[37]. Le couvent des Feuillants fit construire, sur son enclos, en 1782, le vaste immeuble de rapport sur rue, construit par l’architecte Denis Antoine[38], encore existant aujourd’hui[39].
- Nos 237 à 251 : emplacement de l'ancien couvent des Capucins Saint-Honoré, fondé en 1574 et démoli entre 1802 et 1804, vis-à-vis duquel se trouvait la demeure de Nicolas de Delay de La Garde (1709-1783), Fermier général de 1755 à 1780.
- No 239 : premier salon de Louise d'Épinay, dite Mme d'Épinay, près du cimetière des Capucins. Célèbre salon où se rencontrent artistes et philosophes des Lumières, de 1748 à 1762.
- No 243 : emplacement de la boutique Germaine Guérin, aujourd'hui disparue.
- No 245 : ancien siège de la maison Lenthéric, fondée en 1885. Jean-Baptiste Josseau y a vécu.
- No 247 : ateliers d'Augustin Henry-Lepaute depuis 1829, célèbre horloger fabricant de pendules pour édifices publics qui équipèrent au XIXe siècle nombre de gares et de mairies.
La Cité Chabrand, ancienne petite voie privée, du nom d'un des principaux acquéreurs des lots provenant de la vente du couvent des Capucins fut ouverte à cet endroit.
- Nos 247-251 : vaste emplacement de l'ancienne cour sur laquelle ouvrait l'église du couvent des Capucins, ultérieurement occupé par plusieurs bâtiments et établissements successifs :
  - un hippodrome de spectacles (1801) qui s'étendait jusqu'à la rue du Mont-Thabor (où il avait une seconde entrée), et le long de la future Cité Chabrand (voir au no 247 ci-dessus) fut affecté au Cirque-Olympique (1807-1816) dirigé par Antonio Franconi (1737-1836) et ses fils, puis à école royale d'équitation (1817) placée sous le commandement du marquis de Sourdis[40], et au grand bazar Saint-Honoré que loua passagèrement l'abbé Ferdinand François Châtel (en 1830) pour en faire le lieu de culte du mouvement schismatique dit Église catholique française qu'il avait fondé.
  - le bazar Chabrand (1834-1838) tire son nom du propriétaire de l'endroit qui y installe un café, un promenoir, une orangerie et y établit un lieu de divertissement baptisé Champs-Élysées d'hiver ;
  - la salle Saint-Honoré (1838) dite aussi « salle Valentino » bâtie à la place du bazar à la demande de Chabrand, est une salle de concert d'une capacité de 1 200 places, conçue pour accueillir les concerts Valentino du violoniste et chef d'orchestre Henri Valentino (1785-1865) en alternance avec ceux de musique plus légère de Fessy. Las de devoir également partager la salle avec les danseurs tapageurs d'un bal publique au succès grandissant, Valentino se retire en 1841, laissant son nom au bal Valentino. La salle Saint-Honoré (ou Valentino) était aussi un lieu de réunions, notamment politiques, dans lesquelles interviennent Étienne Cabet, Louis Blanc, Ferdinand Flocon. Friedrich Engels décrit la façon dont il sème les mouchards qui le surveillent en 1844.
Y est organisé, entre autres, le 29 novembre 1847, un immense banquet de 1 500 couverts pour la commémoration annuelle de la Révolution polonaise de 1830-1831. 
Le 25 décembre 1848 s'y tient le premier banquet des femmes socialistes.
Elle est le siège du Club de la Délivrance[41], club modéré qui y tient six réunions avec Eugène Yung à la fin du Second Empire, en 1870.
  - le Nouveau Cirque.

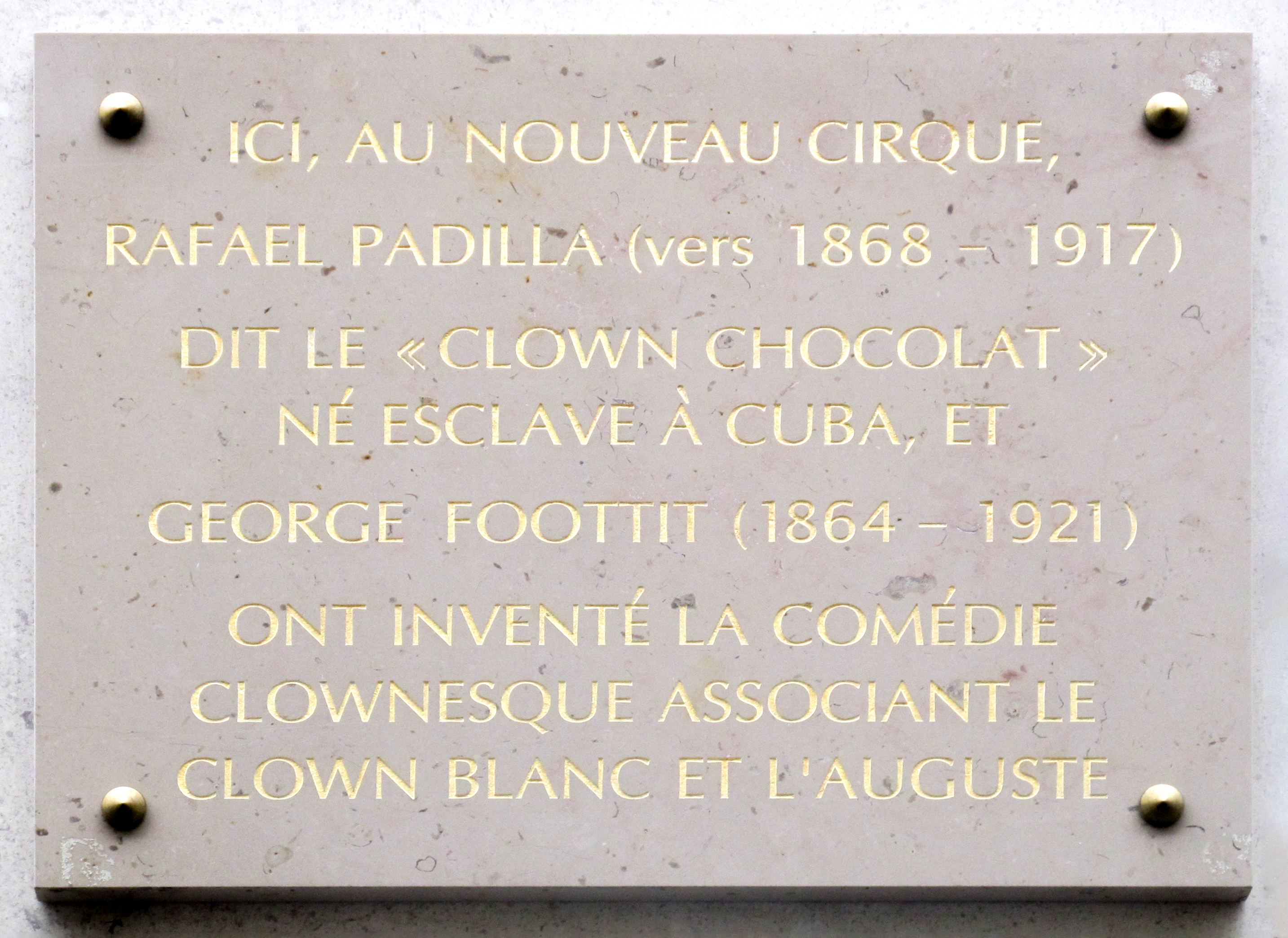
Plaque au no 251 en hommage au clown Chocolat, artiste au Nouveau Cirque.

- No 251 : immeuble (1930) abritant depuis 2011 l'hôtel Mandarin Oriental Paris.
- No 254 : demeure de Pierre-Toussaint Durand de Maillane, dit « Durand-Maillane », un des porte-paroles de la Plaine à la Convention.
- No 261 : emplacement du très renommé et luxueux café-restaurant Voisin qui défraya la chronique lors du siège de Paris de 1870 en présentant dans le menu du 25 décembre de l’antilope, du chameau, de l’éléphant.

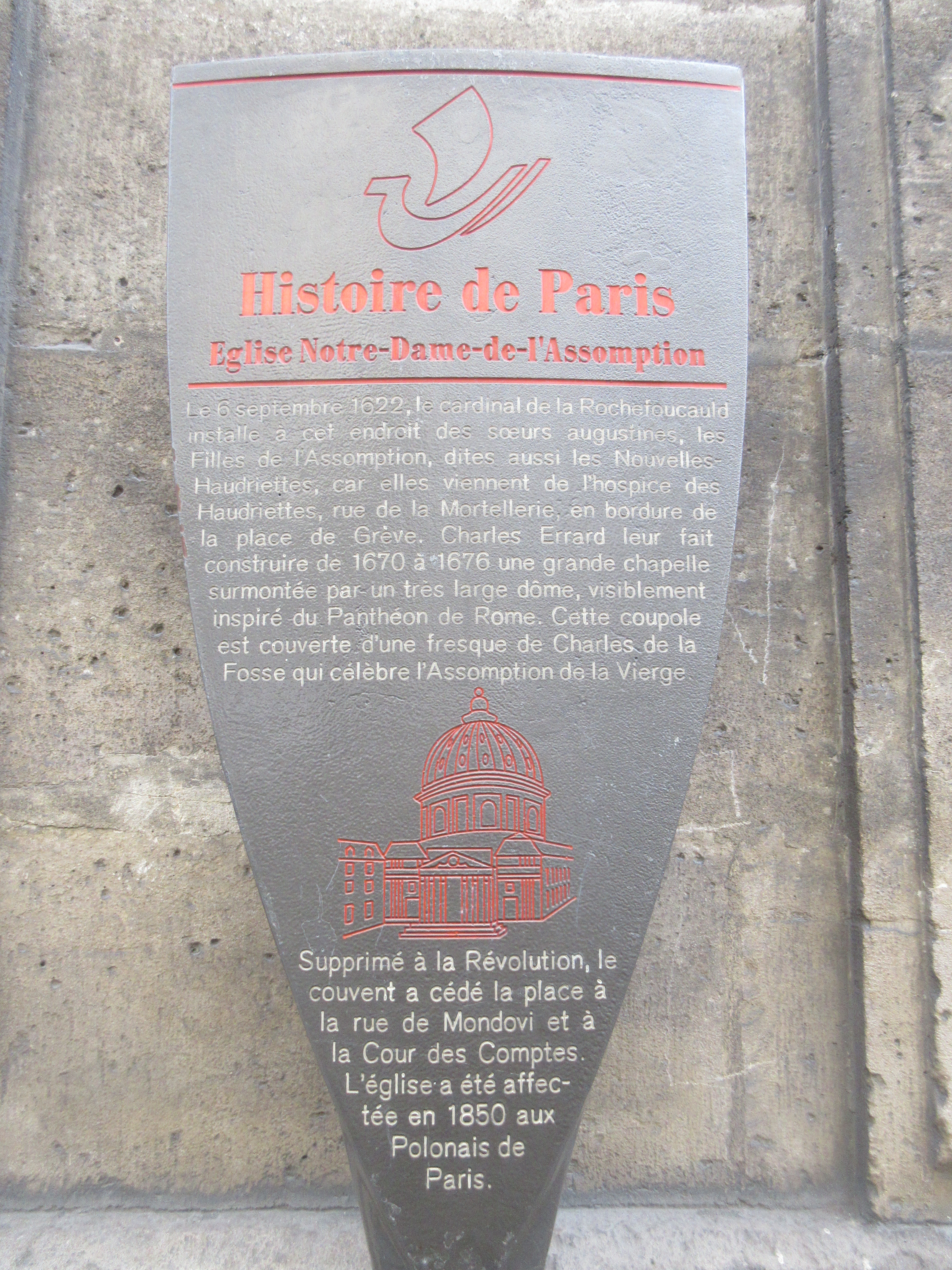
Panneau au no 263 devant l'église Notre-Dame-de-l'Assomption.

- No 263 : couvent des Dames de l'Assomption où se retiraient certaines dames de la cour sous l'Ancien Régime. Il fut transformé en caserne, caserne Saint-Honoré ou caserne de l'Assomption, pendant la Révolution, en 1793.
Gracchus Babeuf se cacha dans ce couvent le 5 décembre 1795, après la publication en novembre de son Manifeste des plébéiens.
De sa chapelle partit le cortège funèbre de Jean Maximilien Lamarque, général mort du choléra le 5 juin 1832. Ses obsèques allaient provoquer le déclenchement d'une insurrection qui serait réprimée dans le sang par un ministre de l'Intérieur nommé Adolphe Thiers ; cet événement inspirera à Victor Hugo une scène célèbre de ses Misérables ; celle où il fait mourir Gavroche sur une barricade.
Cette même chapelle abrita le club de la Butte des Moulins pendant la Révolution de 1848.

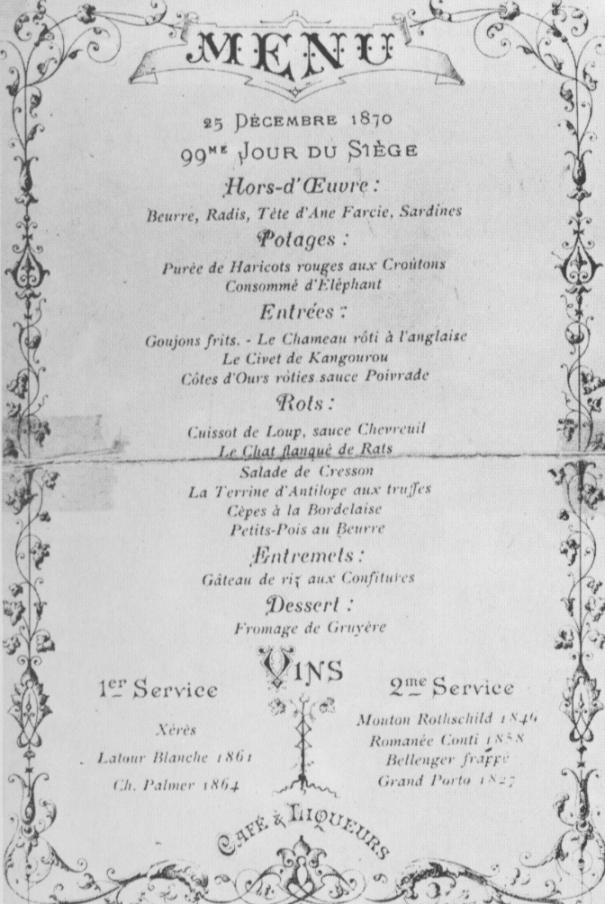
Menu du 25 décembre 1870
Café Voisin, 261, rue Saint-Honoré.

- No 267 : à la mort de son père en 1693, Claude de Rouvroy de Saint-Simon épouse en 1695 Marie-Gabrielle de Durfort de Lorge, petite-nièce de Turenne, cousine du roi d’Angleterre Guillaume III d'Orange-Nassau et fille aînée de Guy Aldonce II de Durfort, maréchal-duc de Lorge, retiré du service, dont la deuxième fille fut enlevée par Antonin Nompar de Caumont, duc de Lauzun, pour l'emmener dans une maison louée au 267, rue Saint-Honoré[42].
- No 270 : demeure de Marie Olympe Grouze, dite Olympe de Gouges. Féministe qui rédigea en 1791 la Déclaration des droits de la femme et de la citoyenne.
- No 272 : demeure de Marc Vadier, député montagnard, membre du Comité de sûreté générale, qui rejoindra la Conjuration des Égaux.
- No 273 : demeure de l'ex-abbé Emmanuel Joseph Sieyès, que Robespierre surnommait « la taupe de la Révolution ». Auteur en janvier 1789 du pamphlet Qu'est-ce que le Tiers-État ? qui eut un grand retentissement[33].
- no 275 : maison appartenant sous la Révolution à la marquise de Crussol d'Amboise, née Claude Angélique Bersin, en 1730, vivant séparée de son mari, le marquis Anne Emmanuel de Crussol d'Ambroise. Cet immeuble est accolé à son hôtel du 11 de la rue Saint-Florentin. La marquise de Crussol d'Amboise est guillotinée le 10 mai 1794 avec trois locataires de son hôtel, dont le pharmacien Georges Folloppe qui a son officine au rez-de-chaussée de l'immeuble. Il est officier municipal[Qui ?] de la Commune de Paris et il sous-loue au policier du Comité de sûreté générale François Héron. Jean-Paul Marat s'est caché au 3e étage de l'immeuble après avoir demandé la pendaison des 800 députés de la Constituante en 1790.
- No 283 : maison Moreau (malletier, emballeur). L’adresse historique de la boutique jusqu’au début du XXe siècle.[pertinence contestée]
- No 284 : demeure du marquis Louis de Fontanes, poète ami de François-René de Chateaubriand, en 1800.
- No 286 : église Saint-Roch qui vit la conversion au catholicisme du banquier écossais protestant John Law de Lauriston, appuyée d'un don de 100 000 francs, ce qui lui permit de devenir contrôleur général des finances sous la Régence, en 1719.
Sur son parvis eut lieu, le 23 mai 1750, une émeute contre les rafles de la police destinées à peupler la Louisiane.
S'y trouve entre autres le tombeau de Denis Diderot, inhumé le 2 août 1784.
Sur ses marches se déroula un des principaux épisodes de la répression de l'émeute du 13 Vendémiaire (5 octobre 1795). Le jeune officier d'artillerie Napoléon Bonaparte, recruté par Barras, y fit donner le canon contre les sectionnaires venus investir l'Assemblée. Une récente rénovation a pratiquement effacé les traces qui subsistaient de ce mitraillage.
L'église fut consacrée « temple du Génie » par décret du 6 brumaire an VII (27 octobre 1798).
Une émeute d'un tout autre genre eut lieu le 7 janvier 1815. Saint-Roch fut saccagée, aux cris de « Mort aux prêtres », par 5 000 manifestants qui protestaient contre le refus par l'Église d'enterrer chrétiennement la comédienne Marie Saucerotte, dite Françoise Raucourt (ou la Raucourt).

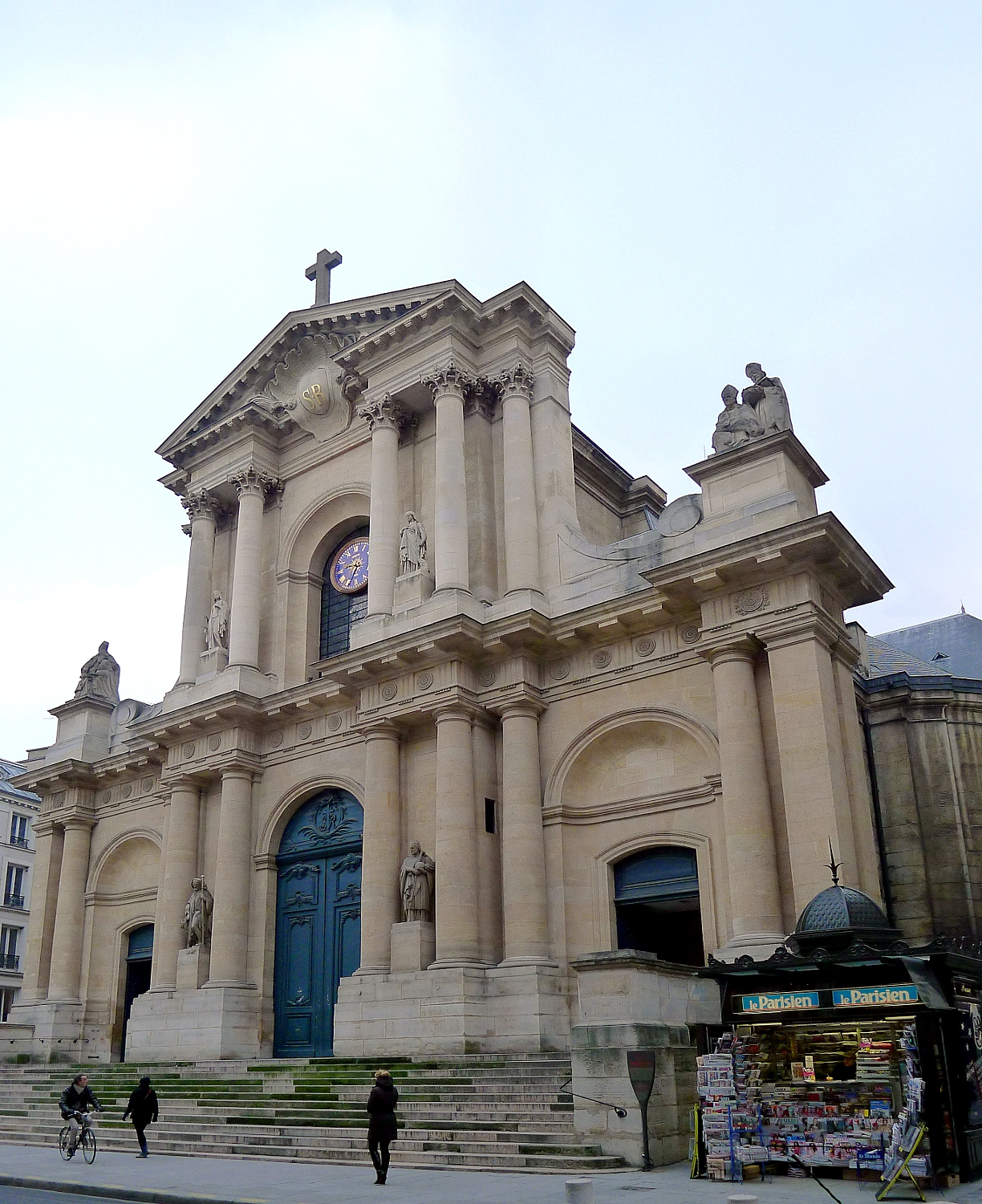
Église Saint-Roch.
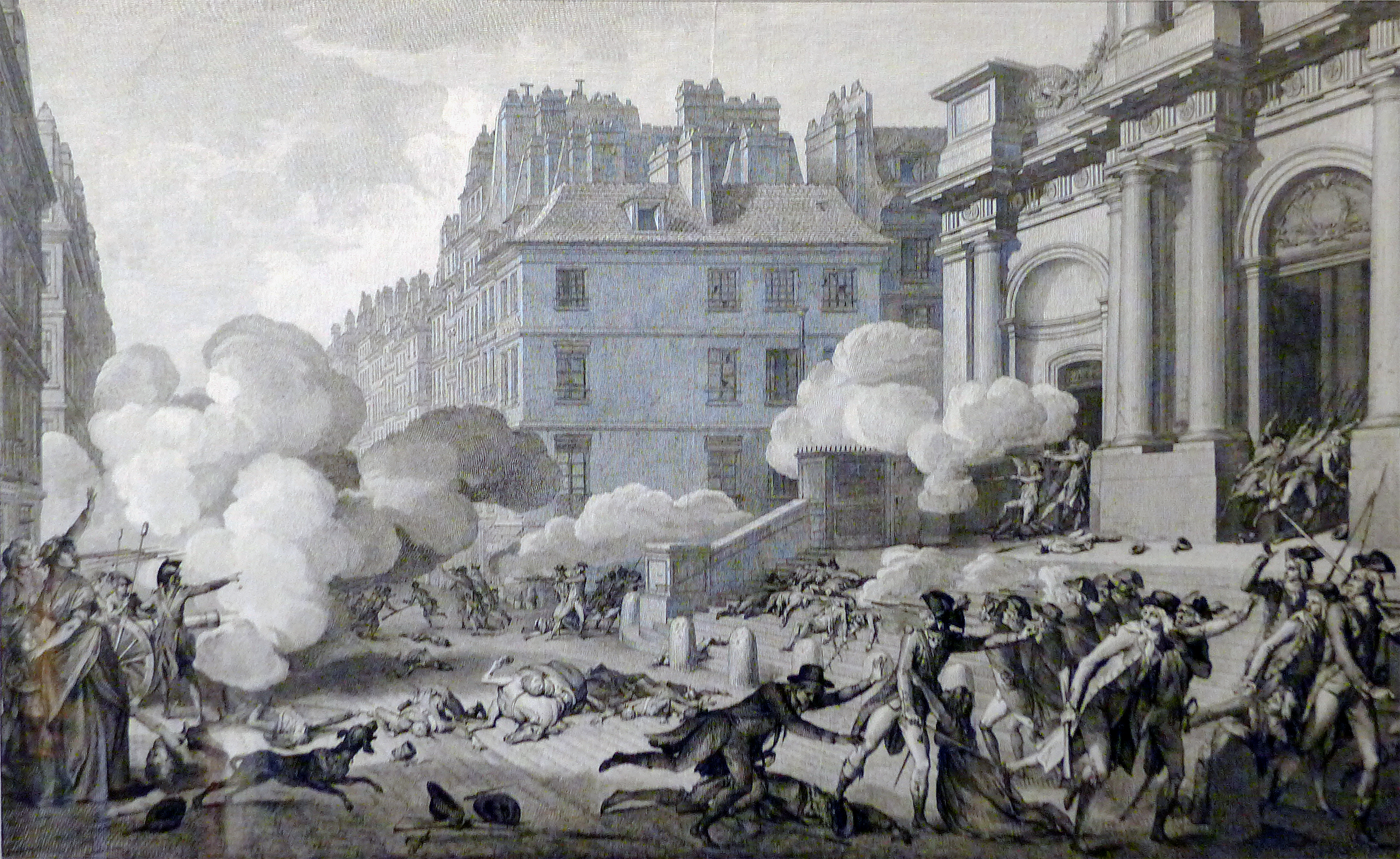
Journée du 13 vendémiaire, l’an IV église Saint-Roch, rue Honoré, gravure d'Isidore Stanislas Helman d'après Charles Monnet, musée Carnavalet (Paris).

### De la rue Saint-Roch à la rue Royale
- No 300 : emplacement de l’hôtel des Trois-Pignons dans lequel dormit François Ravaillac la veille du jour où il assassina Henri IV[43].
- Nos 300 et 302 : auberge du Lyon d'Or, à l'angle nord-ouest avec la rue Saint-Roch. Demeure de Charles de Batz de Castelmore d'Artagnan (le vrai).

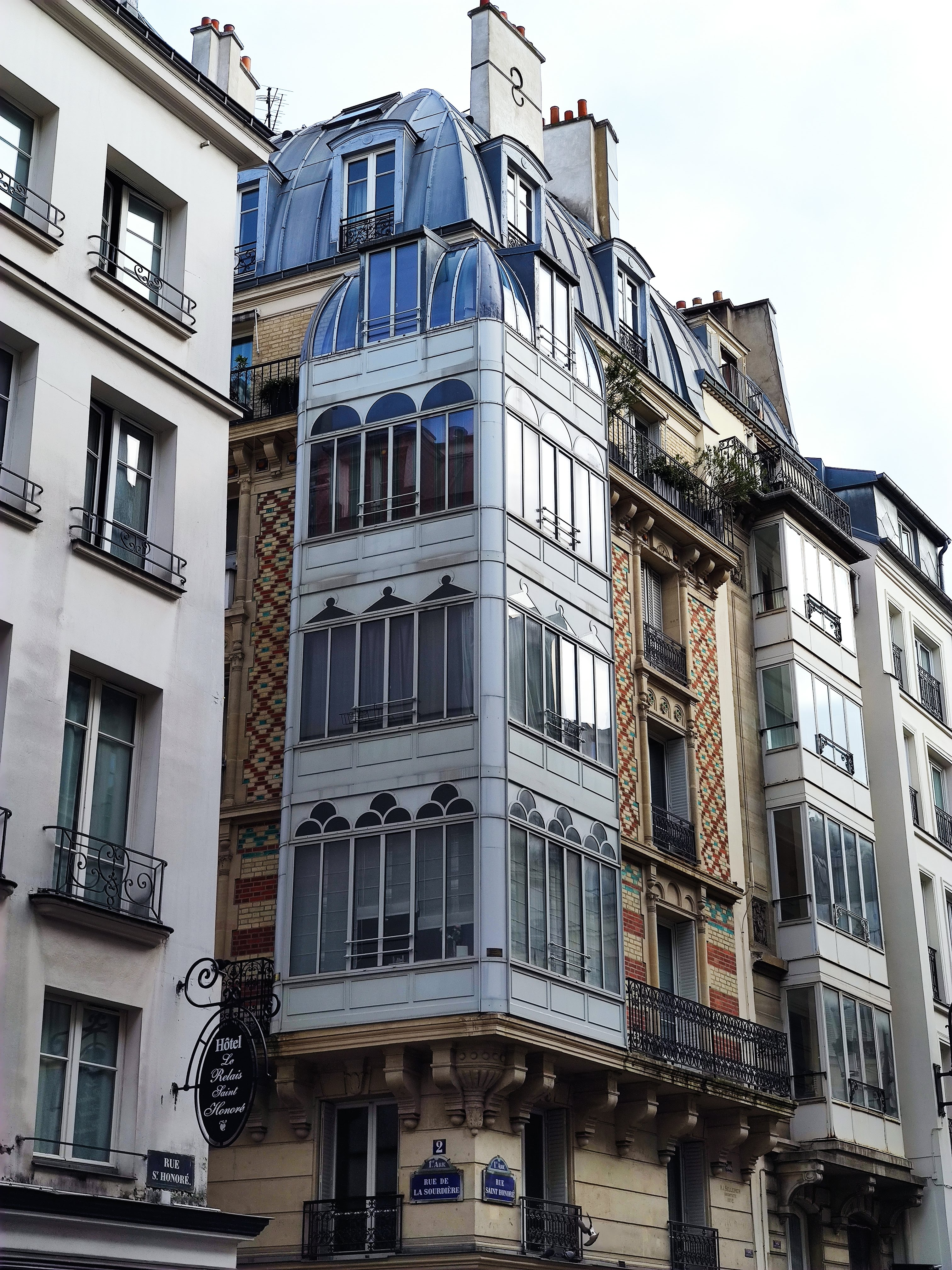
No 306.

- No 306 (et 2, de la rue de La Sourdière) : immeuble construit en 1892 par l’architecte A.-J. Sellerier, signé en façade. L’immeuble est remarquable par sa façade en briques décoratives et, à l’angle, par son bow-window métallique sur quatre étages[44].
- No 308 : maison louée par Mme de La Sablière à Jean de La Fontaine en 1685.

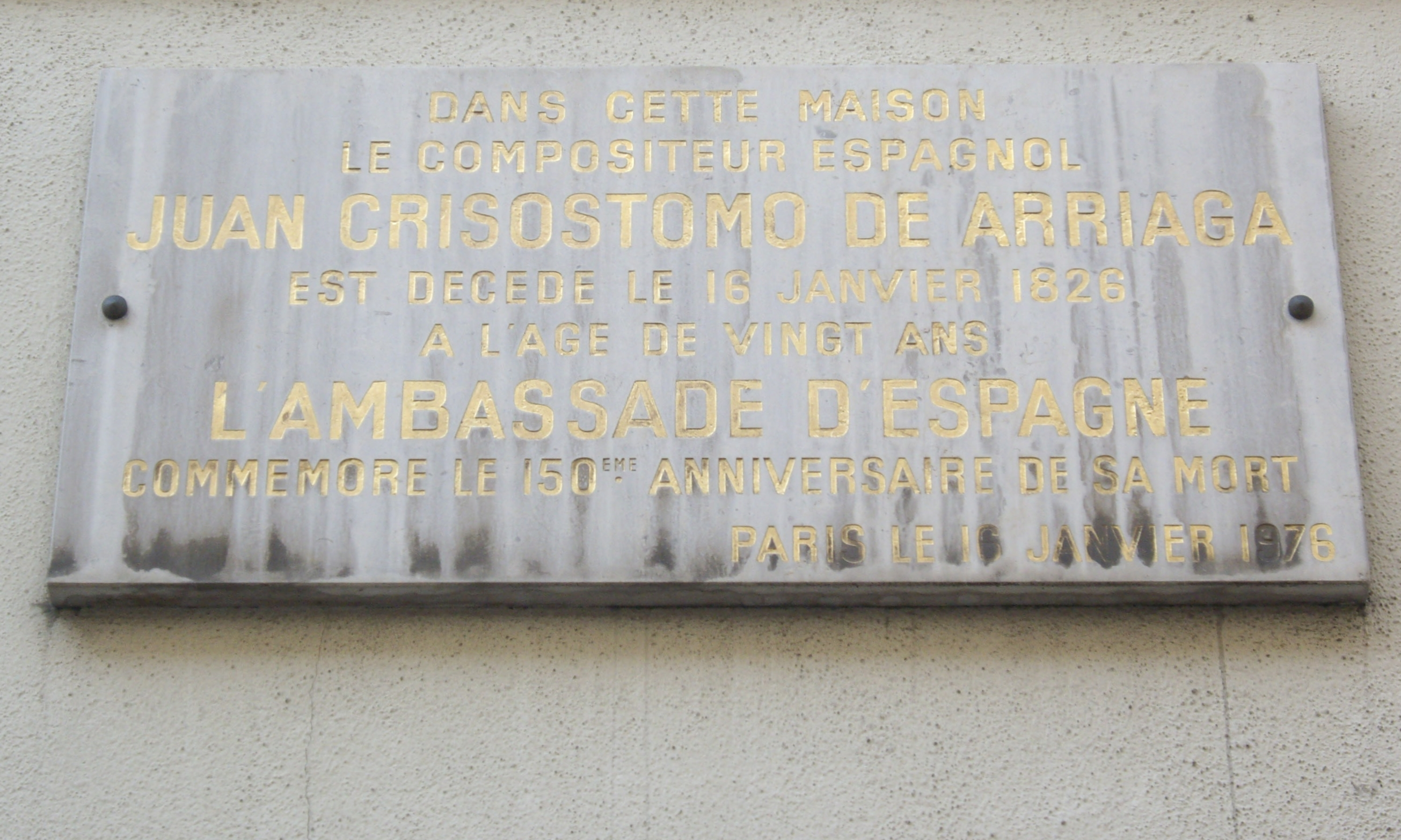
Plaque au no 314.

- Nos 310-316 : demeure du compositeur espagnol Juan Crisóstomo de Arriaga, compositeur précoce, mort à presque 20 ans, qui composa Les Esclaves heureux en 1826. Plaque commémorative.
- No 315 : demeure de Joseph Fouché, duc d'Otrante, ministre de la Police de plusieurs régimes.
- No 317 : demeure de l'évêque constitutionnel Claude Fauchet, député à la Convention, fondateur du journal La Bouche de fer, guillotiné avec les Girondins.
Le marquis Emmanuel de Pastoret, membre de l'Assemblée législative, y demeura également.
- No 319 : demeure de Nicolas François de Neufchâteau, député à la Législative.
- No 320 : demeure de Bertrand Barère de Vieuzac, membre du Comité de salut public, appelé l'« Anacréon de la guillotine ». En 1918, Miss Ellen y prodiguait des massages à l'entresol et demi par l'escalier de droite[45].
- No 332 : le peintre péruvien Herman Braun-Vega vit et travaille à cette adresse entre 1968 et 1972[46].
- No 334 : petit hôtel de Noailles, demeure de Marivaux en 1744.
- No 335 : hôtel Egerton[47].
- No 338 : ancien siège de la maison Soupé et Pierrugues, qui fabriquait les flacons de vin de l'empereur Napoléon Ier[48].
- No 339 : demeure de Jean Antoine Debry, auteur d'un essai sur l'éducation nationale. Il prononça l'éloge funèbre de Mirabeau ; c'était un conventionnel opportuniste rallié à Bonaparte puis à Louis XVIII.
- No 342 : demeure des Fermiers généraux, Charles-Adrien Prévost d'Arlincourt (1718 – guillotiné le 14 mai 1794) et de son fils Louis-Adrien Prévost d'Arlincourt (1744 – guillotiné le 8 mai 1794). Ils ont reçu dans leur hôtel les 5 et 6 août 1792 six malles provenant du Garde-Meuble (national) qui contenaient peut-être les joyaux de la Couronne de France[49],[50].
- No 343 : demeure d'Antoine-Adrien Lamourette, évêque constitutionnel de Lyon, qui fut à l'initiative du « baiser Lamourette », baiser de réconciliation devant l'ennemi adopté par la Convention le 7 juillet 1792.
Demeure également de Georges Couthon, conventionnel montagnard, promoteur actif de la Terreur, membre du Comité de salut public et guillotiné avec son ami Robespierre le 10 thermidor.
Demeure encore de Robert Lindet. Ex-évêque marié en 1792, conventionnel, membre du Comité de salut public, thermidorien, il siègera au Conseil des Anciens.
- No 350 : demeure de Savalette de Langes, qui cache en 1794 Bertrand Barère de Vieuzac, que Jules Michelet nommera « le menteur patenté du Comité de salut public ».
- No 352 : demeure, à l'entresol, de Sophie de Condorcet, veuve de Condorcet, née Sophie de Grouchy, sœur du général de Grouchy. Elle avait tenu à l'hôtel de la Monnaie un des salons les plus avancés de la fin des Lumières, fréquenté entre autres par Benjamin Franklin.
- No 357 : demeure de l'ingénieur Achille Chaper pendant la Restauration[51].
- No 359 : siège du Club des condamnés politiques en 1848.
- No 367 : chapelle Saint-Hyacinthe du couvent de l'Assomption, siège du Club démocratique des libres-penseurs en 1848.
- No 368 : demeure de Jean Maximilien Lamarque, général revendiqué comme un des leurs par les Républicains, ce qui provoquera, à l'occasion de ses obsèques, l'insurrection du 1er juin 1832.
- No 370 : demeure de Jeanne Poisson, marquise de Pompadour, qui tient un salon que fréquentent Crébillon père et Voltaire. Elle protège les Encyclopédistes.
- No 374 : salon de Marie-Thérèse Rodet Geoffrin, dite Mme Geoffrin, qui, avec sa fille Marie-Thérèse de La Ferté-Imbault, y rassemble Fontenelle, Montesquieu, Voltaire, Grimm, d'Alembert, Helvétius, Marmontel, d'Holbach, Diderot, Hume, de 1749 à 1777. L'ingénieur Henri Dupuy de Lôme vit dans cet immeuble entre 1857 et 1885. Des plaques leur rendent hommage.
- No 374 : demeure de François-René de Chateaubriand, ministre sous la Restauration, en 1825.
- No 377 : demeure de Jean-Paul Rabaut de Saint-Étienne, dit Rabaut Saint-Étienne, conventionnel girondin qui proposa d'inclure la liberté de conscience dans la Déclaration des droits.

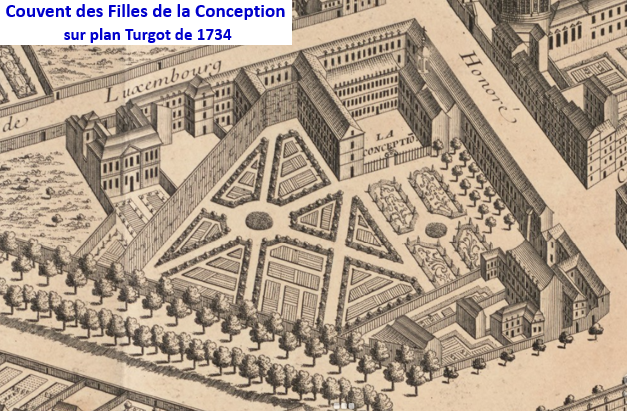
Couvent de la Conception.

- Entre les nos 380 et 416 : emplacement du couvent des Filles de la Conception, supprimé en 1790. Les rues Duphot et du Chevalier-de-Saint-George ont été ouvertes sur les terrains de cet ancien couvent.
- No 384 : demeure et salon de Claudine Guérin de Tencin, dite Mme de Tencin, qui réunissait Fontenelle, Marivaux… Un des salons du début du Siècle des Lumières, prenant la suite du salon d'Anne-Thérèse de Marguenat de Courcelles, dite « Mme de Lambert », de 1717 à 1749.
- No 390 : sous l'Occupation allemande, la résistante Madeleine Lévy, Esther Nordmann et l'abbé Henri Ménardais (Juste parmi les nations) cachent des aviateurs alliés ; une plaque leur rend hommage.
- No 397 : adresse où Honoré de Balzac situe la parfumerie La Reine des roses, de César Birotteau, qui fait faillite en 1819.
- No 398 :  demeure du menuisier Maurice Duplay (alors 366, rue Saint-Honoré), qui hébergea Maximilien Robespierre (2 dernières fenêtres à gauche dans la cour, au 1er étage), de 1791 à 1794. Duplay participa par la suite à la Conjuration des Égaux.
Robespierre y prépara avec Pierre-Gaspard Chaumette et Claude Fournier-L'Héritier la journée du 10 août 1792.
Il y fut victime d'une tentative d’assassinat le 4 prairial an II (23 mai 1794).
La charrette qui menait l’Incorruptible à la guillotine, le 28 juillet 1794, s'arrêta devant cette maison qui avait été badigeonnée par un enfant de sang de boucher[33]. Une plaque rend hommage à Robespierre à ce numéro. La maison était propriété de l'ancien couvent des Filles de la Conception.
- No 420 : ancien atelier de François Joseph Tronville en 1849.
- No 422 : emplacement de la porte Saint-Honoré de l’enceinte de Louis XIII (la troisième), construite en 1634 et détruite en 1773.
Louis XIV fait son retour à Paris par cette porte pour soumettre les princes et le parlement, le 21 octobre 1652.

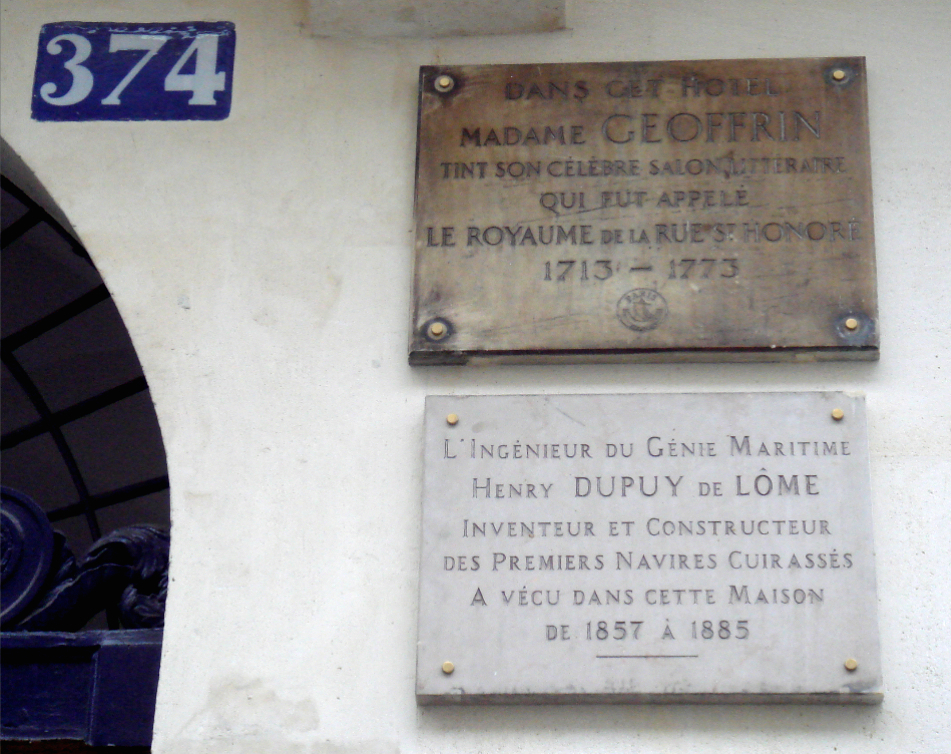
Plaque au no 374.
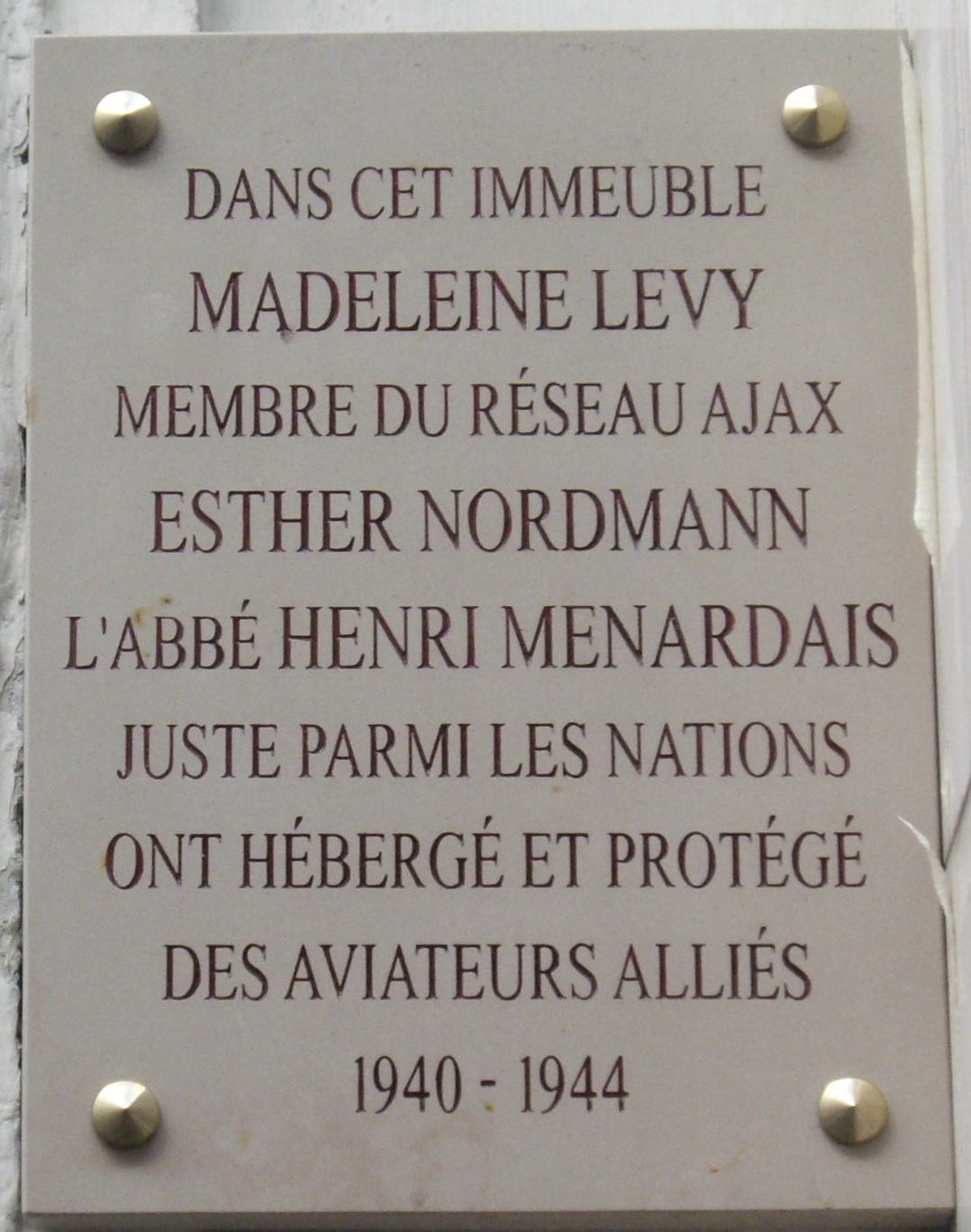
Plaque au no 390.
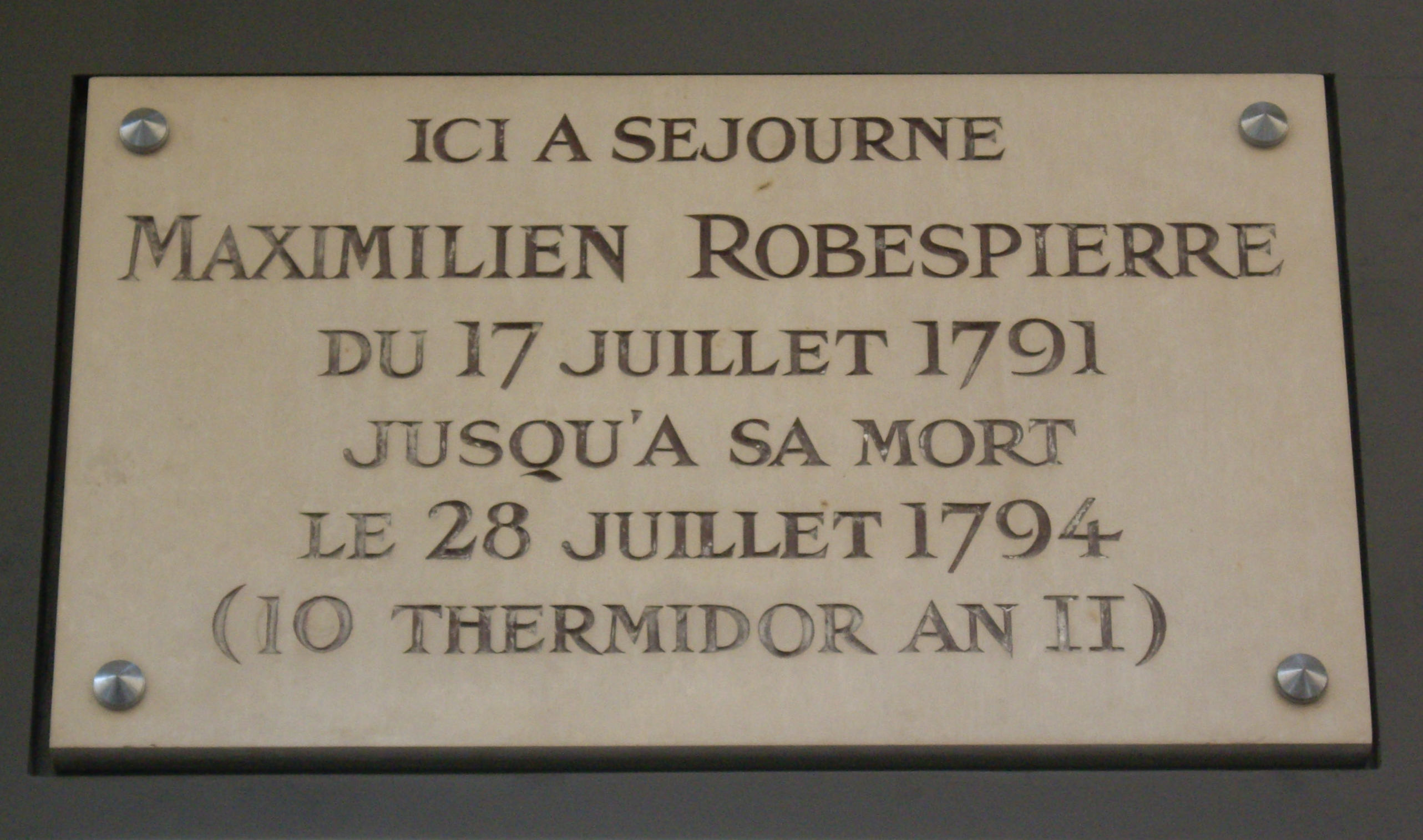
Plaque au no 398.